# Frankfurt-Sachsenhausen

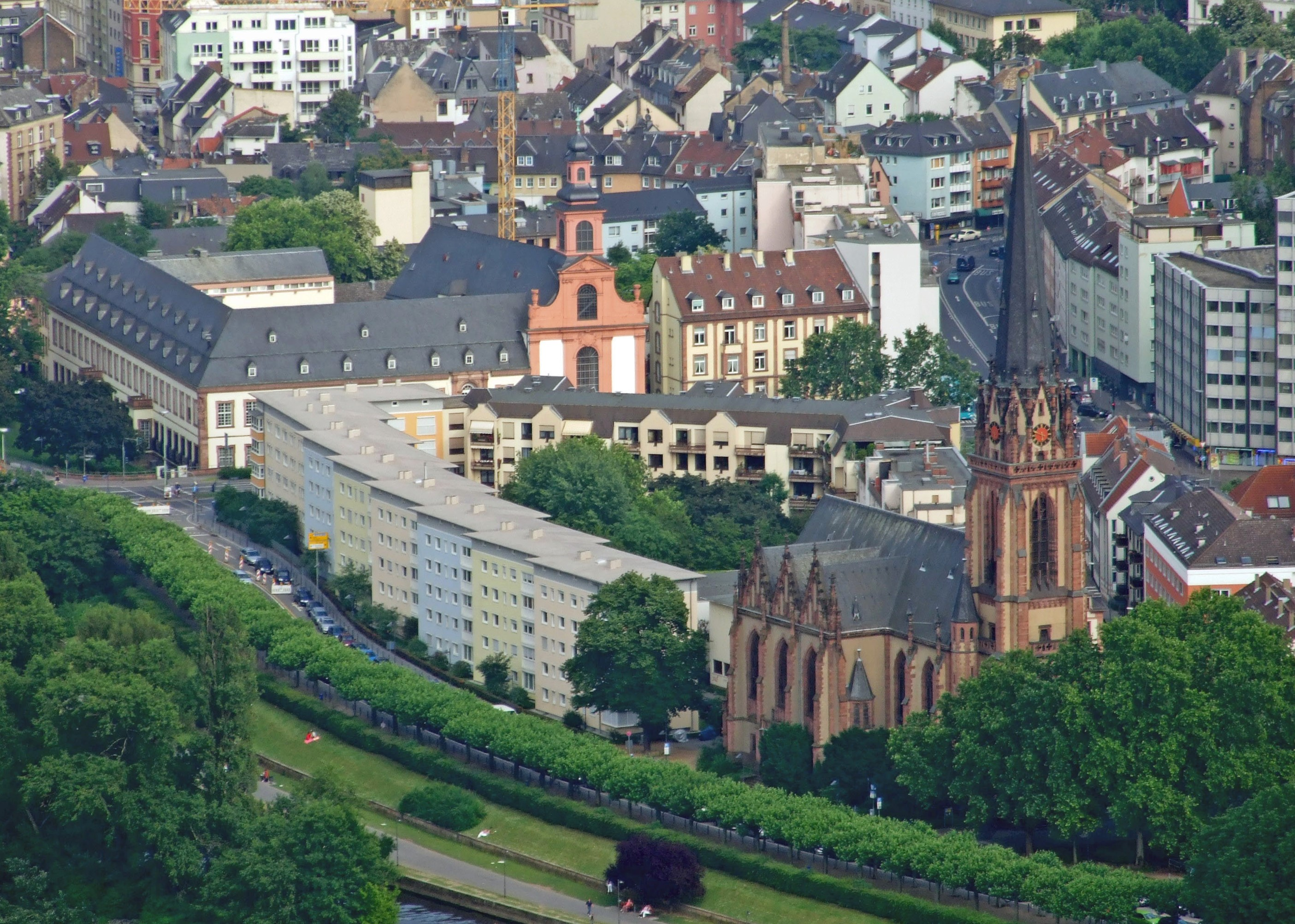
Dreikönigskirche sowie
Deutschordenshaus
und Deutschordenskirche

Sachsenhausen (ⓘ) ist ein Stadtteil von Frankfurt am Main. Er liegt am linken Mainufer gegenüber der Altstadt und gehört bereits seit dem Mittelalter zu Frankfurt. Verwaltungstechnisch ist Sachsenhausen in Sachsenhausen-Nord und Sachsenhausen-Süd eingeteilt, wird in der Regel aber als Einheit betrachtet und hat eine Einwohnerzahl von 63.308. Die Grenze zwischen Nord und Süd bildet die teilweise parallel zum Bahndamm verlaufende Mörfelder Landstraße, die im Osten als Offenbacher Landstraße weitergeführt wird.
Der Norden Sachsenhausens ist ein dicht bebautes Gründerzeitviertel, während der flächenmäßig größere Süden überwiegend locker bebaut ist. Zudem gehört zu Sachsenhausen ein großer Teil des Frankfurter Stadtwaldes.
Sachsenhausen ist für seine Apfelweinwirtschaften bekannt, insbesondere ist Alt-Sachsenhausen durch eine Ballung von Gaststätten einer der Anziehungspunkte für Frankfurts Besucher. Die Radeberger Gruppe hat ihren Sitz in Sachsenhausen, die benachbarten Brauereien Henninger und Binding wurden 2001 bzw. 2023 stillgelegt.

## Lage
Sachsenhausen liegt am südlichen Mainufer gegenüber der Frankfurter Altstadt und gehört seit dem Mittelalter rechtlich und territorial zum Stadtgebiet, in deren Befestigungsanlagen es bis zu deren Niederlegung 1812 einbezogen war. Der Stadtteil grenzt im Osten an Oberrad, bildet im Südosten und Süden die Stadtgrenze zu den Nachbarstädten Offenbach am Main und Neu-Isenburg und grenzt im Westen an die Stadtteile Niederrad, Schwanheim und Flughafen. Während der nördliche Teil von Sachsenhausen eine relativ hohe Bevölkerungsdichte aufweist, nimmt der Frankfurter Stadtwald den größten Teil des Südens ein.
Im Frankfurter Dialekt nennt man Sachsenhausen auch Dribb de Bach oder Dribbdebach, also „drüben vom Bach“, auf der anderen Mainseite. Hibb de Bach heißt „hüben vom Bach“, also auf der nördlichen Seite des Mains.

## Geschichte

### Entstehung
Anders als viele andere der Frankfurter Stadtteile war das südlich des Mains gelegene Sachsenhausen nie eigenständig, sondern gehörte schon im Mittelalter zu Frankfurt. Einer Legende nach siedelte der in den Sachsenkriegen siegreiche Karl der Große nach dem Blutgericht von Verden 782 besiegte Sachsen am Main gegenüber der von ihm gegründeten Königspfalz Frankfurt an. Dafür gibt es jedoch keine historischen Belege. Zur Herkunft des Ortsnamens gibt es daneben verschiedene weitere Deutungen. Die Wahrscheinlichste darunter ist die Annahme, dass sich der Name von Sassenhusen herleitet, also einem Ort, wo „Beisassen“ hausten – so wurden bis 1866 Einwohner ohne volle Bürgerrechte bezeichnet.
Im frühen 12. Jahrhundert ließen sich Ministerialen der Pfalz Frankfurt am südlichen Mainufer nieder. Daran erinnern heute noch die Große und Kleine Rittergasse im alten Ortskern von Sachsenhausen. Zum ersten Mal wird der Ort im Jahre 1193 urkundlich erwähnt. In einer am 29. März in Speyer ausgestellten Urkunde schenkte Heinrich VI. dem in Sassenhusen prope Franchenfurt ansässigen, 1190 von dem Ministerialen Kuno von Münzenberg zu Ehren der glorreichen Mutter Gottes errichteten Hospital das königliche Allodialgut am Frauenwege, den Sandhof. Das Hospital sowie die zugehörige Kirche musste Kunos Sohn Ulrich I. von Münzenberg 1221 Kaiser Friedrich II. überlassen, da sich das Gut auf Reichsboden befand. Der Kaiser übertrug es im November 1221 dem Deutschen Orden auf ewige Zeiten.
Im 13. Jahrhundert lassen sich neben den Herren von Hagen-Münzenberg weitere Familien von Reichsrittern in Sachsenhausen nachweisen, darunter die Herren von Sachsenhausen, von Praunheim, von Urberg, von Schweinsberg und von Stockheim. Das einzige, was von den Rittern von Sachsenhausen übrig ist, ist ihr Wappen (vereinigt mit dem derer von Praunheim). Dies wird von der Brunnengesellschaft Sachsenhausen als Andenken verwendet. Zu den Aufgaben der Ministerialen gehörte die Verwaltung der Frankfurter Pfalz und der auf dem südlichen Ufer liegenden Reichsgüter des Wildbanns Dreieich. Die Namen der Geschlechter finden sich daher auch in der Liste der Reichsschultheißen von Frankfurt.

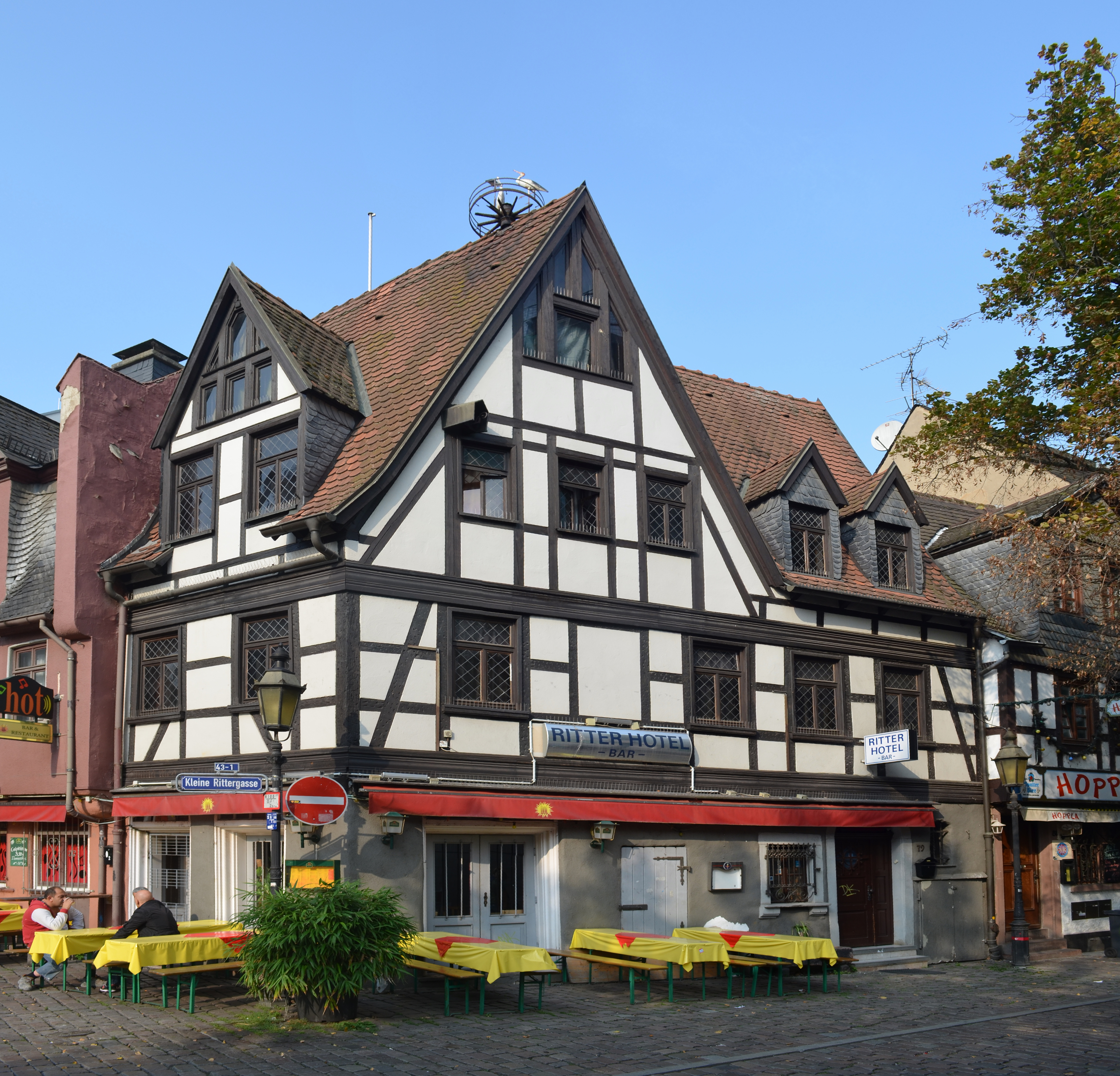
Fachwerkhaus Große Rittergasse 79 (2014), einst typisch für Alt-Sachsenhausen

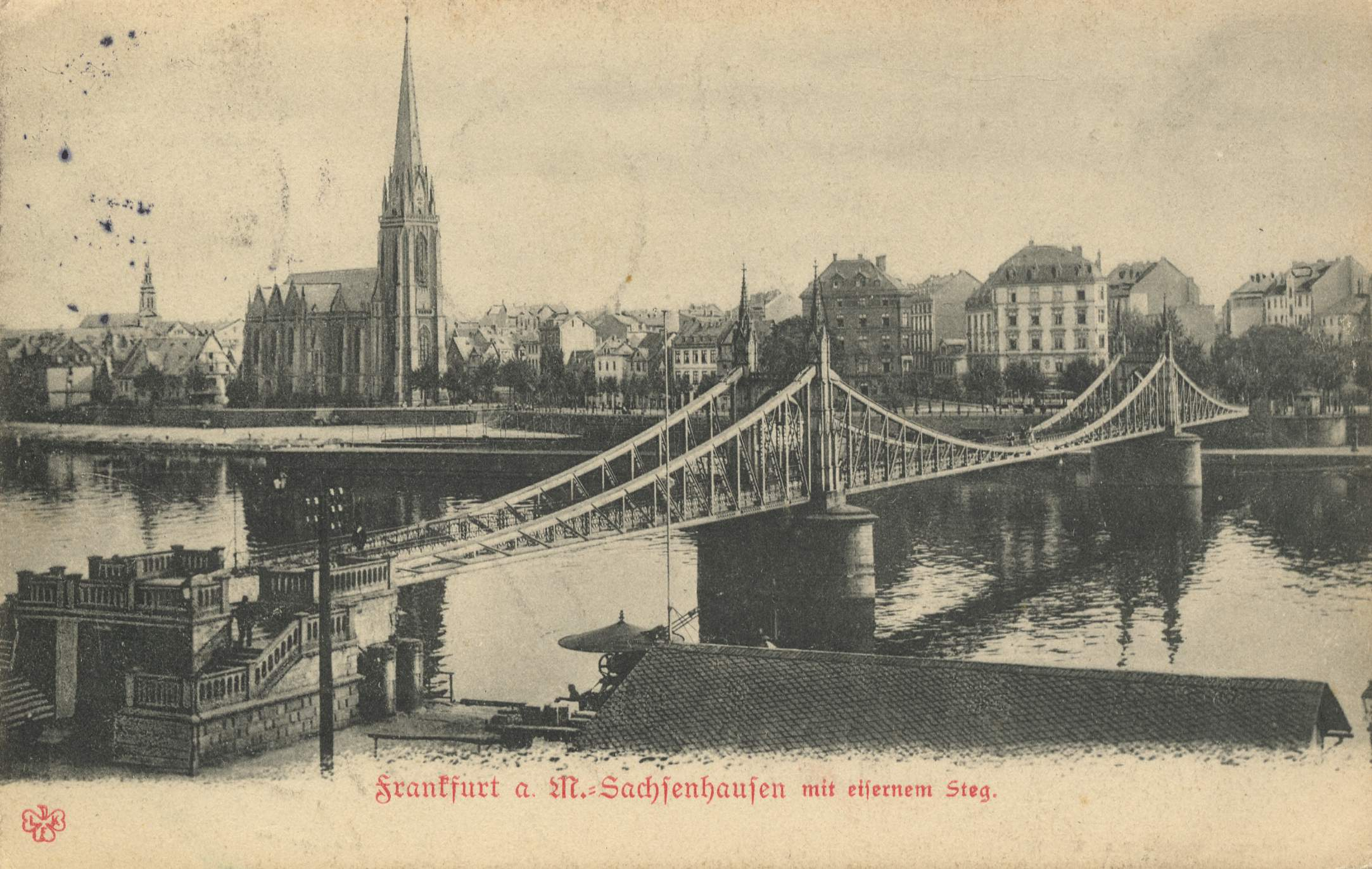
Sachsenhäuser Ufer mit Dreikönigskirche um 1905

Die weitere Besiedlung Sachsenhausens scheint auch in Zusammenhang mit dem Bau der Alten Brücke über den Main zu stehen, die 1222 erstmals urkundlich erwähnt wurde, deren Bau aber möglicherweise bereits Ende des 12. Jahrhunderts durch Kuno von Münzenberg, der große Besitzungen beiderseits des Mainufers besaß, veranlasst wurde. Die erste Holzkonstruktion wurde Mitte des 13. Jahrhunderts durch eine Steinbrücke ersetzt.
Im Laufe des 13. Jahrhunderts wuchs Frankfurt von einer kleinen Siedlung um die staufische Pfalz, den Saalhof, zu einer selbstverwalteten Stadt heran, die sich mehr und mehr Privilegien erwerben konnte, z. B. durch die Auslösung verpfändeter Regalien, königlicher Vorrechte wie Steuern und Zölle. 1220 wurde die Frankfurter Landvogtei abgeschafft und ein Reichsschultheiß eingesetzt. Ab 1266 ist ein aus 43 Mitgliedern bestehender Rat urkundlich bezeugt, der ab 1311 jährlich zwei Bürgermeister wählte. Während dieser Zeit entwickelte sich die Vorstadt Sachsenhausen zu einem Teil der Stadt Frankfurt. Erstmals wird es im Stadtfrieden von 1318 (einer Rechtsverordnung des Rates) ausdrücklich als Teil Frankfurts erwähnt.

### Spätmittelalter und Neuzeit

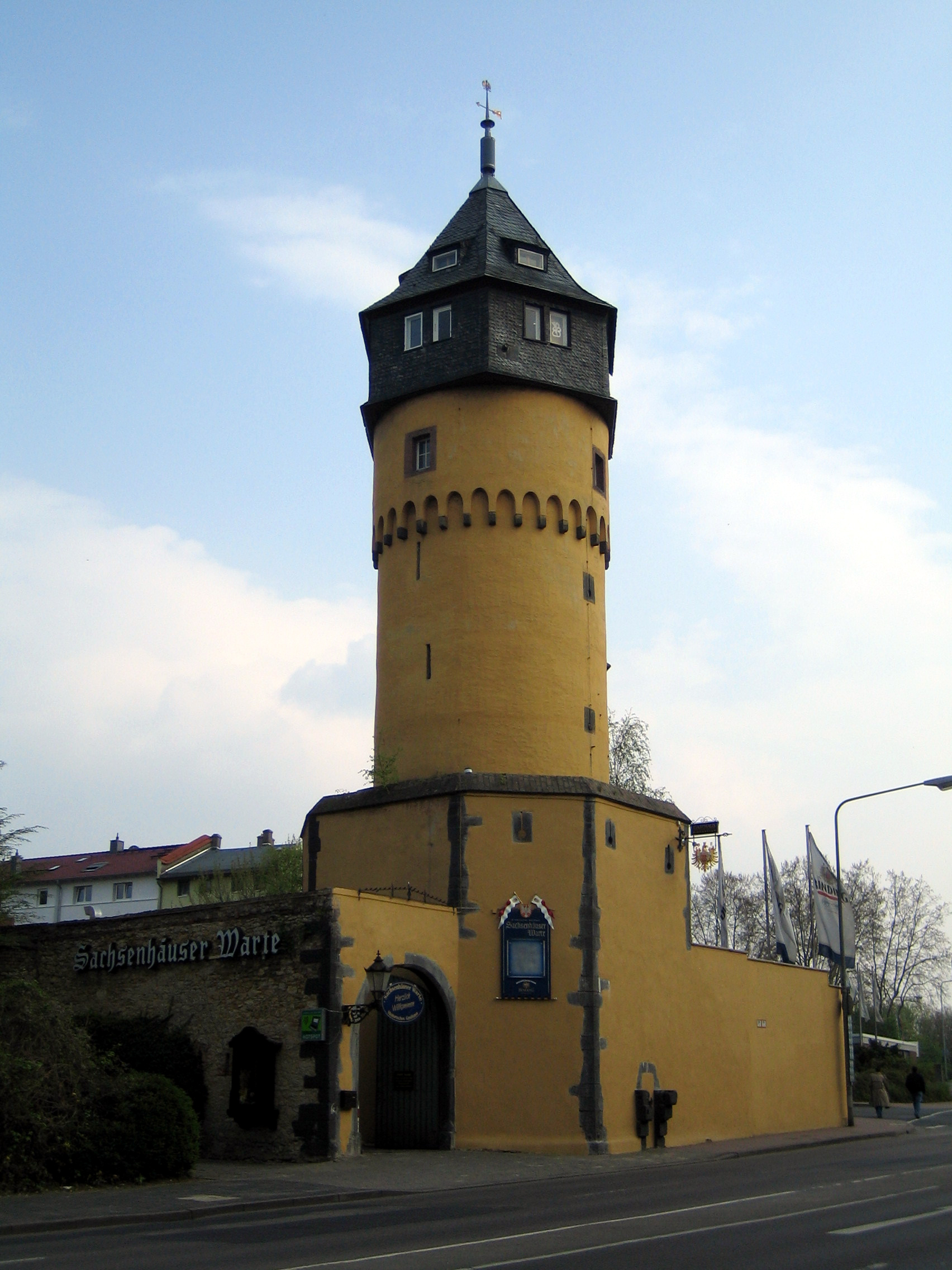
Sachsenhäuser Warte

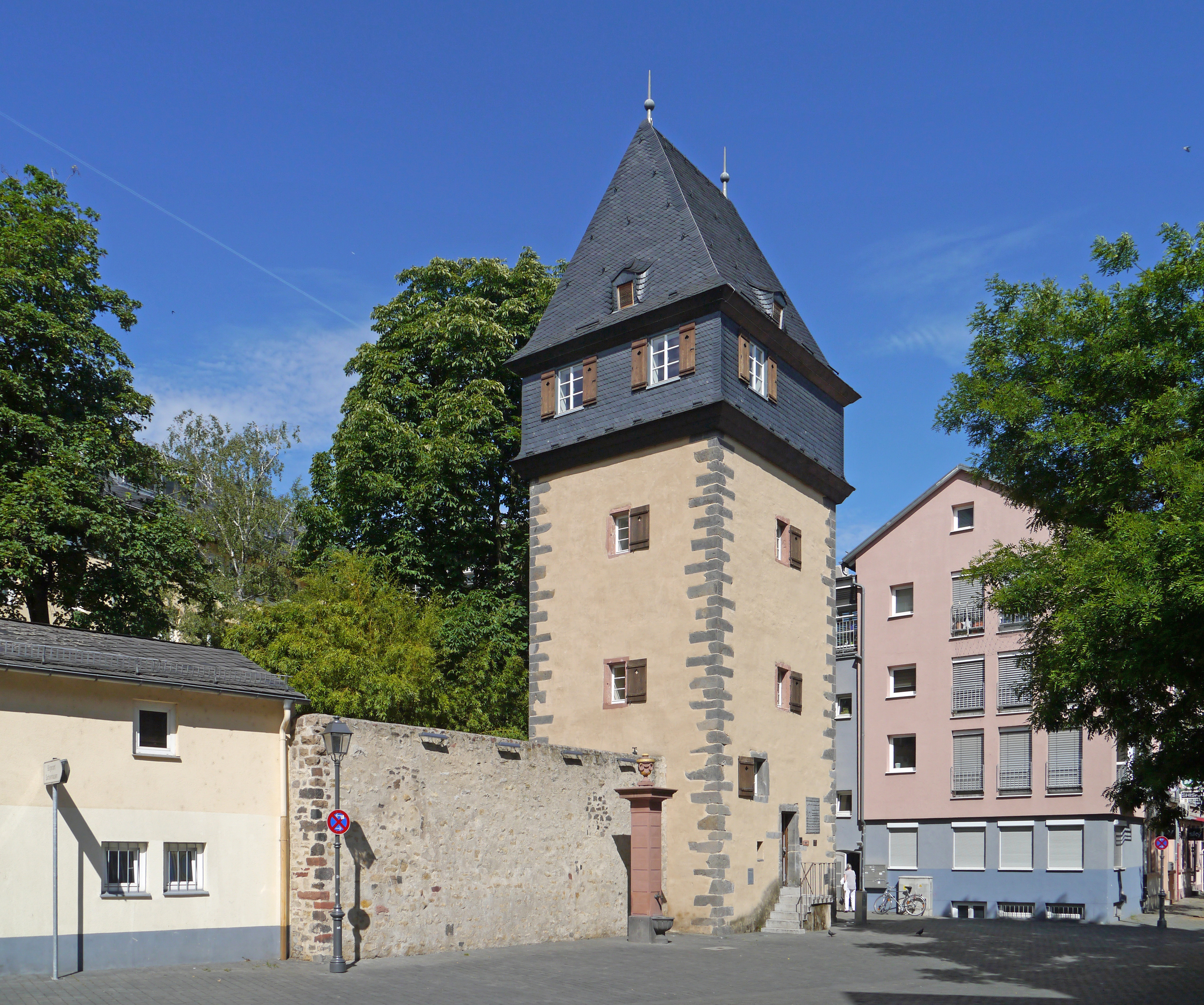
Kuhhirtenturm

Nachdem sich zunächst nur Ritterfamilien in Sachsenhausen niedergelassen hatten, siedelten Ende des 13. und im 14. Jahrhundert auch Fischer, Landarbeiter und Handwerker am südlichen Mainufer an. Die Sachsenhäuser Deutschordenskommende wurde zum Schauplatz bedeutender reichspolitischer Ereignisse. Noch im 13. Jahrhundert fanden hier mindestens drei Versammlungen des Generalkapitels, des höchsten Leitungsgremiums des Ordens, statt. Der spätere Kaiser Ludwig der Bayer veröffentlichte am 22. Mai 1324 die Sachsenhausener Appellation, in der er den Anspruch des Papstes auf die Approbation einer Königswahl zurückwies. Fortan genügte die Zustimmung der Mehrheit der Kurfürsten für die rechtmäßige Wahl eines Königs. Ein unbekannter Priester der Kommende (der Frankfurter) verfasste eine mystische Schrift in deutscher Sprache, die später als Theologia deutsch von Martin Luther herausgegeben wurde und weite Verbreitung fand. 1338 stiftete der Sachsenhausener Bürger Heile Dymar eine Kapelle, aus der später die Dreikönigskirche entstand.
Im Juli 1342 zerstörte das Magdalenenhochwasser die Mainbrücke und setzte ganz Sachsenhausen sieben bis zwölf Schuh hoch unter Wasser, so dass sich die gesamte Einwohnerschaft Sachsenhausens auf die Anhöhe des Mühlbergs flüchten musste.
1372 erwarb Frankfurt einen Teil des Reichsforstes Dreieich, den heutigen Frankfurter Stadtwald, von Kaiser Karl IV. Ende des 14. Jahrhunderts wurde Sachsenhausen in die Frankfurter Stadtbefestigung einbezogen. Zu dieser Zeit hatte Sachsenhausen etwa 2700 Einwohner. Unter den vierzehn ratsfähigen Zünften fanden sich in Sachsenhausen insbesondere die Lohgerber, Fischer, Schiffer und Gärtner, auch Förster, Vogelfänger, Säger, Korbmacher und Besenbinder.
1414 wurde auf dem Mühlberg ein hölzerner Beobachtungsturm durch eine neue, steinerne Warte ersetzt, welche bereits im Jahre 1416 vom Trierer Erzbischof Werner von Falkenstein (1388–1418) zerstört wurde.
Auf dem höher gelegenen Sachsenhäuser Berg konnte in den Jahren 1470/71, auf dem höchsten Punkt der nach Süden führenden Straße, die neue Sachsenhäuser Warte als Teil der Frankfurter Landwehr gebaut werden, einer der vier heute noch erhaltenen Frankfurter Warttürme. Nach dem Vorbild der schon bestehenden Gallus- und bzw. Bockenheimer Warte errichtete man eine kleine Burg mit Häusern, Waffenlager, Wachtturm und Brunnen.
Die Stadttore und die Tore der Brückentürme blieben nachts verschlossen, so dass niemand hinein oder hinaus gelangen konnte. Auch der Verkehr von und nach Frankfurt war unmöglich. Da es keinen Pfarrer in Sachsenhausen gab, sondern die Pfarrrechte für kirchliche Amtshandlungen in der ganzen Stadt ausschließlich dem Pleban des Bartholomäusstiftes zustanden, war somit des Nachts auch kein seelsorgerlicher Beistand für die Sachsenhäuser möglich. Dies führte zu großer Unzufriedenheit der Bürger in Sachsenhausen. Erst 1452 erreichte die Stadt auf Vermittlung des Kardinals Nikolaus von Kues die Erhebung der Dreikönigskirche zur Filialkirche von St. Bartholomäus. Die Reformation fand in Sachsenhausen rasch viele Anhänger. 1525 wurde die Dreikönigskirche zur ersten Kirche in Frankfurt, an der ausschließlich reformierte Prediger wirkten. 1531 erhielt die Kirche mit Petrus Pfeiffer einen evangelischen Prediger fest zugewiesen, der zuvor letzter Guardian des Frankfurter Barfüßerklosters gewesen war.
Im Zuge der Stadtbefestigung wird 1490 als weiterer Wehrturm am Mainufer der Kuhhirtenturm, auch Elefant genannt, gebaut. Ihre größte Bewährungsprobe hatte die Stadtbefestigung im Spätsommer 1552 während der dreiwöchigen Belagerung durch Truppen des Kurfürsten von Sachsen zu bestehen.

### 17. und 18. Jahrhundert

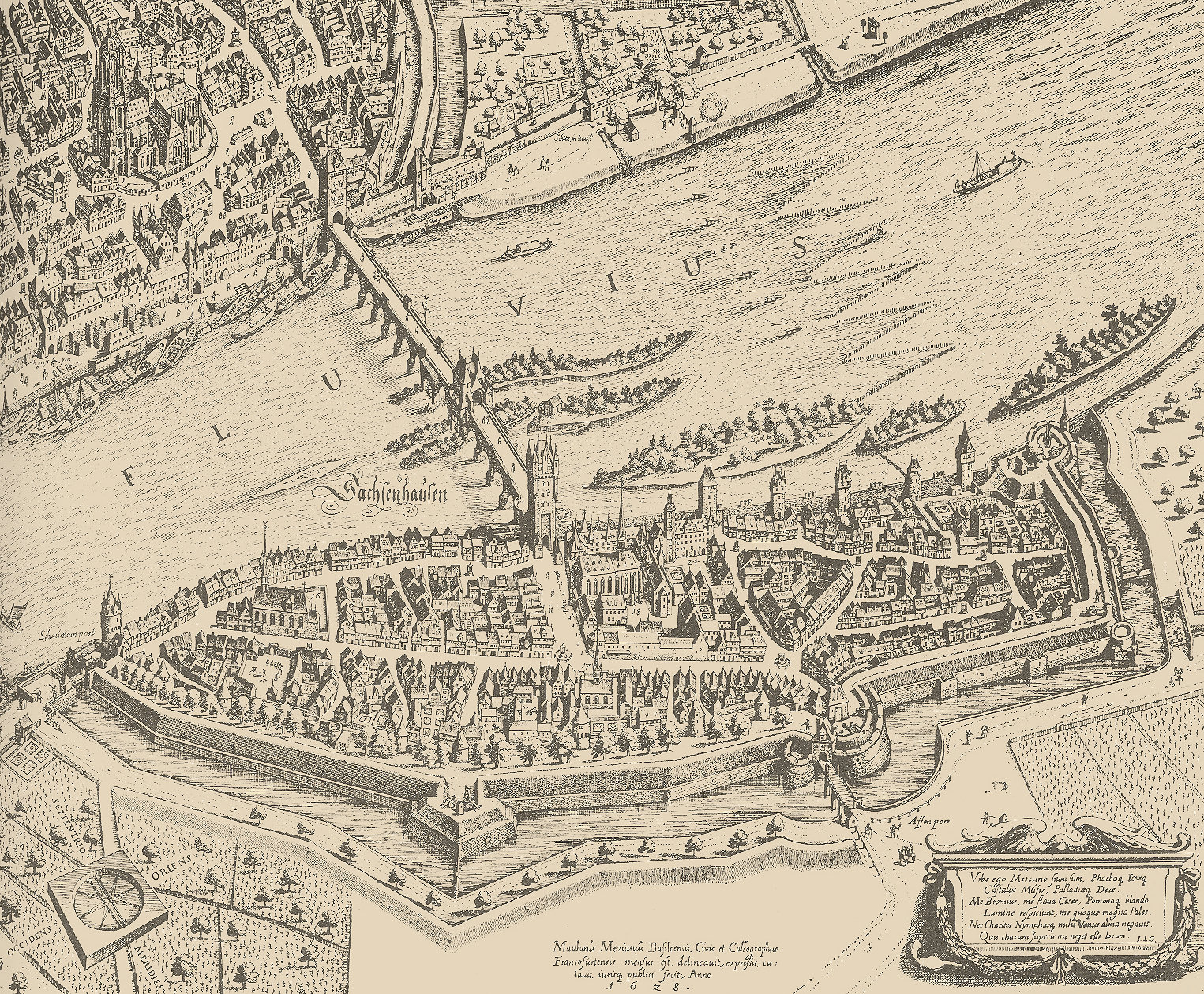
Kupferstich von Matthäus Merian, 1628

Nach dem Fettmilch-Aufstand von 1614 erließ der Rat eine neue Quartierordnung zur Einteilung des Stadtgebiets innerhalb der alten Stadtmauern in 14 Quartiere. Ähnlich wie heute noch die Contraden in Siena oder die Sestieri in Venedig bildeten die Quartiere soziale Gemeinschaften innerhalb der Stadtgesellschaft. Jedes Quartier bestand aus 170 bis 270 Häusern, die innerhalb der Quartiere durchnummeriert waren. Ein modernes Nummernsystem nach Straßen wurde erst in preußischer Zeit eingeführt. 12 Quartiere (A bis M) lagen nördlich des Mains, die Quartiere N und O in Sachsenhausen. Die Grenze zwischen dem östlichen Quartier N – auch Oberhausen genannt – und dem westlichen Unterhausen (Quartier O) bildete die Brückengasse.
1769 fiel der Sachsenhäuser Brückenturm als Verkehrshindernis.

### 19. Jahrhundert

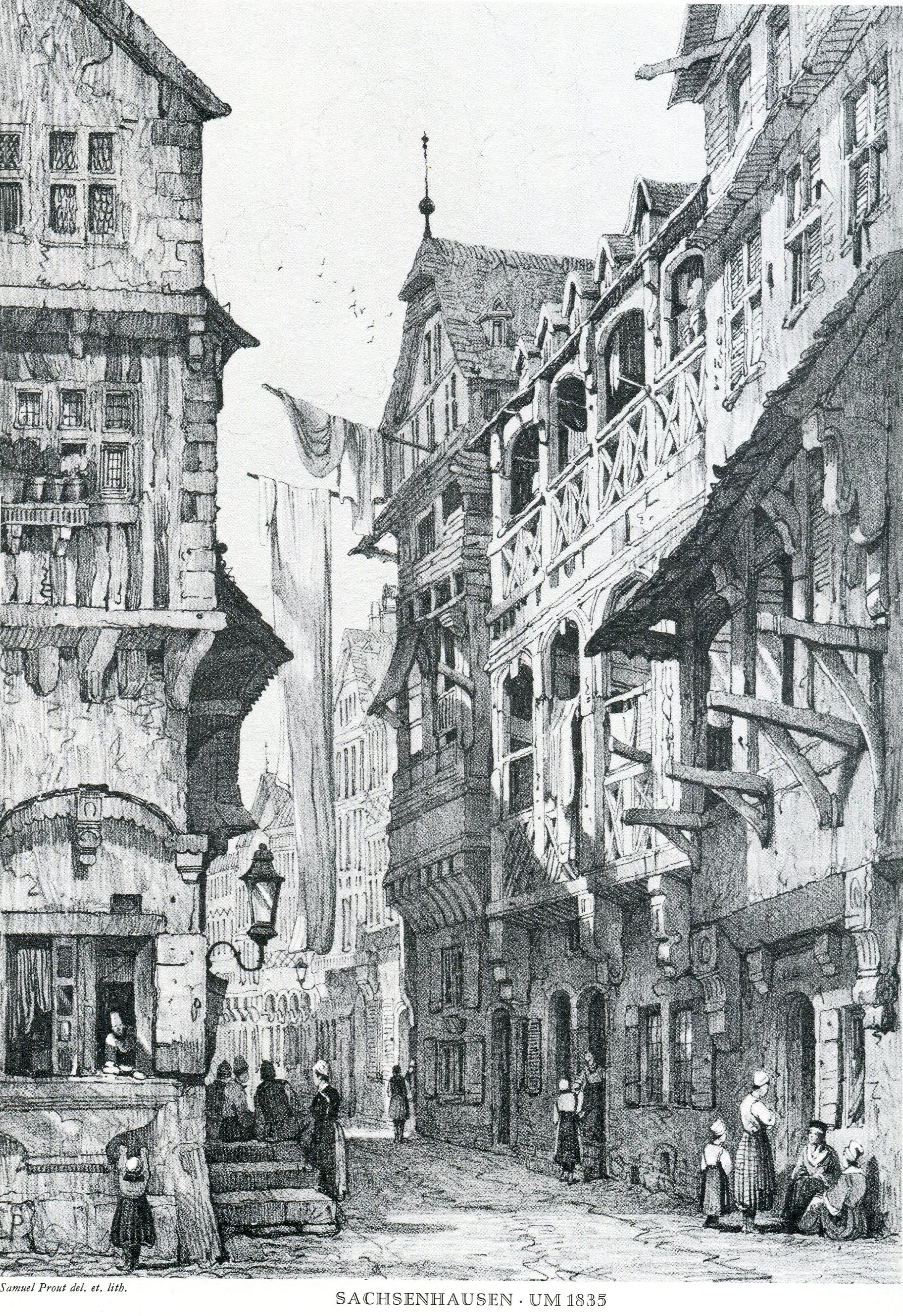
Sachsenhausen um 1835

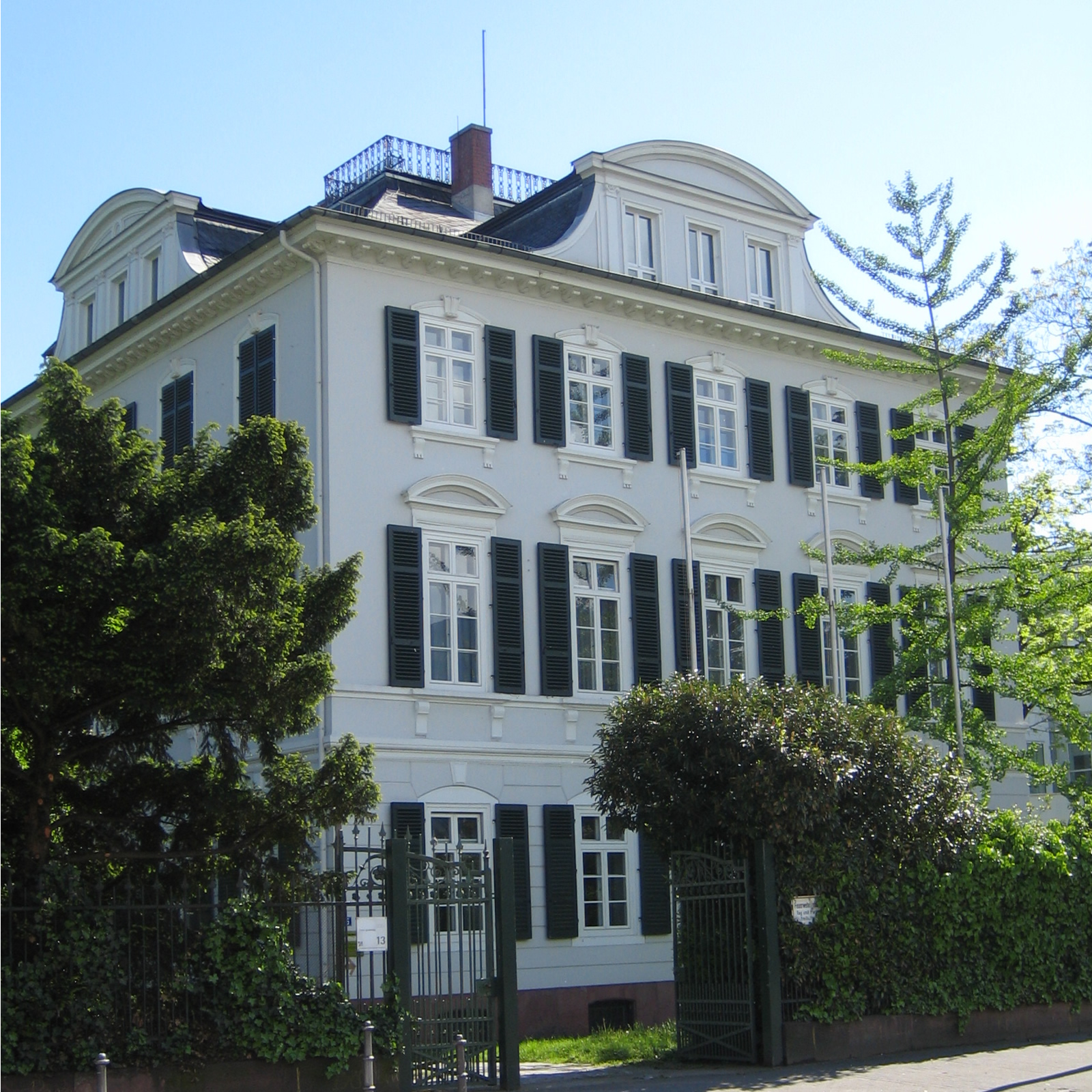
Villa Metzler – eine der ersten im 19. Jahrhundert erbauten Villen am Schaumainkai

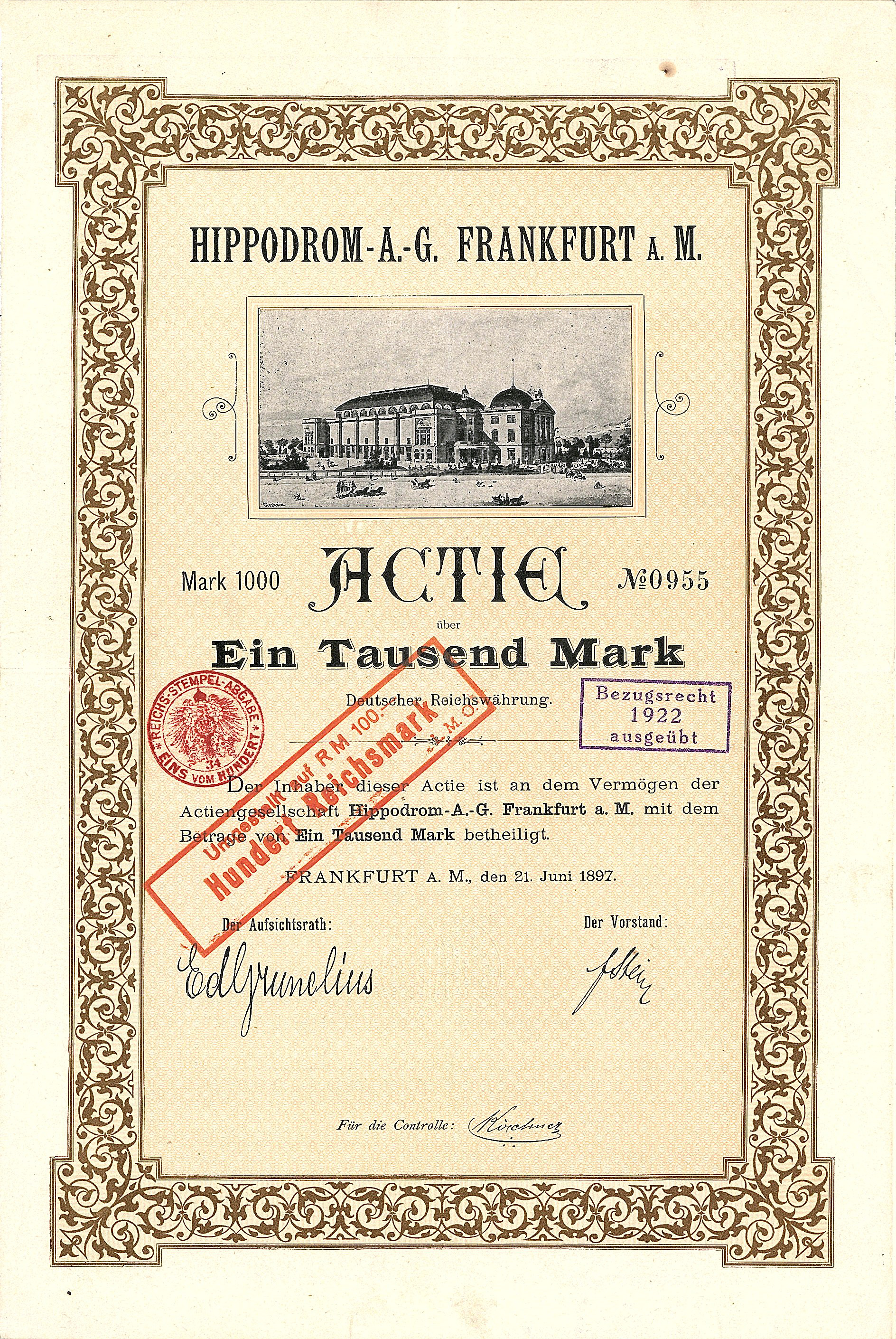
Gründeraktie der Hippodrom-A.-G. über 1.000 Mark vom 21. Juni 1897 mit Unterschrift des Frankfurter Privatbankiers Eduard von Grunelius als Vorsitzender des Aufsichtsrates. Zweck der Gesellschaft war die Förderung des Sports, insbesondere des Reit- und Fahrsports. Auf der Aktie abgebildet ist das pompöse Gebäude an der Ecke Wilhelmstraße und Forsthausstraße, heute Stresemann- und Kennedyallee, im Zweiten Weltkrieg von Bomben getroffen und 1956 abgerissen.

Anfang des 19. Jahrhunderts wurden in Frankfurt die Befestigungsanlagen geschleift. 1809 verschwand das Affentor und bis 1812 auch der Rest der Sachsenhäuser Befestigungsanlagen bis auf den Kuhhirtenturm und die Ruine des Ulrichsteins. Die Bevölkerungsstruktur wandelte sich allmählich: traditionell ein Dorf der Handwerker – 1781 wurden 336 Winzer und Gärtner, 125 Fischer, 30 Brauer, 22 Bäcker und 20 Gerber gezählt – zog es im ausgehenden 18. und vor allem im 19. Jahrhundert verstärkt auch wohlhabende Bürger nach Sachsenhausen.
Das Siedlungsgebiet dehnte sich zunächst nach Süden und später auch in Ost-West-Richtung aus, und die Bevölkerungszahl, die bis dahin auf niedrigem Niveau stagniert hatte, stieg insbesondere im 19. Jahrhundert rasch an: 1761 waren etwa 4.000 und 1811 5.000 Menschen in Sachsenhausen ansässig. Bis zum Ende der Freien Stadt Frankfurt 1866 stieg ihre Zahl auf etwa 8.000, das waren knapp 10 % der Gesamtbevölkerung. Vor allem nach dem Deutsch-Französischen Krieg 1870/71 erlebte Sachsenhausen eine Bevölkerungsexplosion. 1890 lebten hier bereits rund 24.000 Einwohner, 1900 über 36.000 und im Jahr 1912 etwa 50.000.
Entlang des Mainufers entstanden die ersten Sommerhäuser und Villen, am Rand der Wohngebiete ließen sich im südlichen Sachsenhausen Industrie- und Gewerbebetriebe nieder. 1846 eröffnete die Main-Neckar-Eisenbahn-Gesellschaft ihren Betrieb, die zunächst im Bahnhof Mainspitze am Sachsenhäuser Mainufer endete, bevor 1848 die erste Main-Neckar-Eisenbahnbrücke entstand. Bereits 1847 ging mit der Frankfurt-Offenbacher Lokalbahn die zweite Bahnstrecke in Sachsenhausen in Betrieb, der Lokalbahnhof in der Nähe des Affentors diente bis 1955 dem Personenverkehr. 1873 nahm die Frankfurt-Bebraer Eisenbahn ihren Betrieb auf, für die auch ein neuer Bahnhof, der Bebraer Bahnhof, heute Südbahnhof, erbaut wurde, der 1924 sein bis heute erhaltenes Empfangsgebäude erhielt. Mit der Untermainbrücke und der Obermainbrücke entstanden 1874 und 1879 zwei weitere Verkehrswege über den Main.
Als Ersatz für die um 1340 gebaute Spitalkapelle Zu den Heiligen Drei Königen, die seit 1452 auch Pfarrkirche war, wurde in den Jahren 1875 bis 1881 unter Leitung von Dombaumeister Franz Josef von Denzinger die Dreikönigskirche im neugotischen Stil erbaut, deren 80 Meter hoher Turm das Sachsenhäuser Mainufer auch heute noch beherrscht. Die 15 Glasmalereien des Kirchenschiffes und das Turmfenster schuf Charles Crodel 1956/57.
Entlang des Ufers, am Schaumainkai, entstanden zahlreiche bürgerliche Villen, von 1874 bis 1878 wurde hier auch das Städelsche Kunstinstitut gebaut.
Von der Alten Brücke aus verkehrte ab 1884 eine der weltweit ersten elektrischen Straßenbahnen der eigens für den Bau der Strecke gegründeten Frankfurt-Offenbacher Trambahn-Gesellschaft durch Sachsenhausen. Die Strecke führte zunächst bis ins benachbarte Oberrad und wurde kurz darauf nach Offenbach am Main verlängert. Eine weitere Straßenbahnstrecke wurde 1889 eröffnet: die Frankfurter Waldbahn verband Sachsenhausen mit Neu-Isenburg, Niederrad und dem damals noch sehr abgelegenen Schwanheim. 1899 wurde als erster eigener Betriebshof der Frankfurter Straßenbahn das Sachsenhäuser Depot errichtet.

### Seit dem 20. Jahrhundert

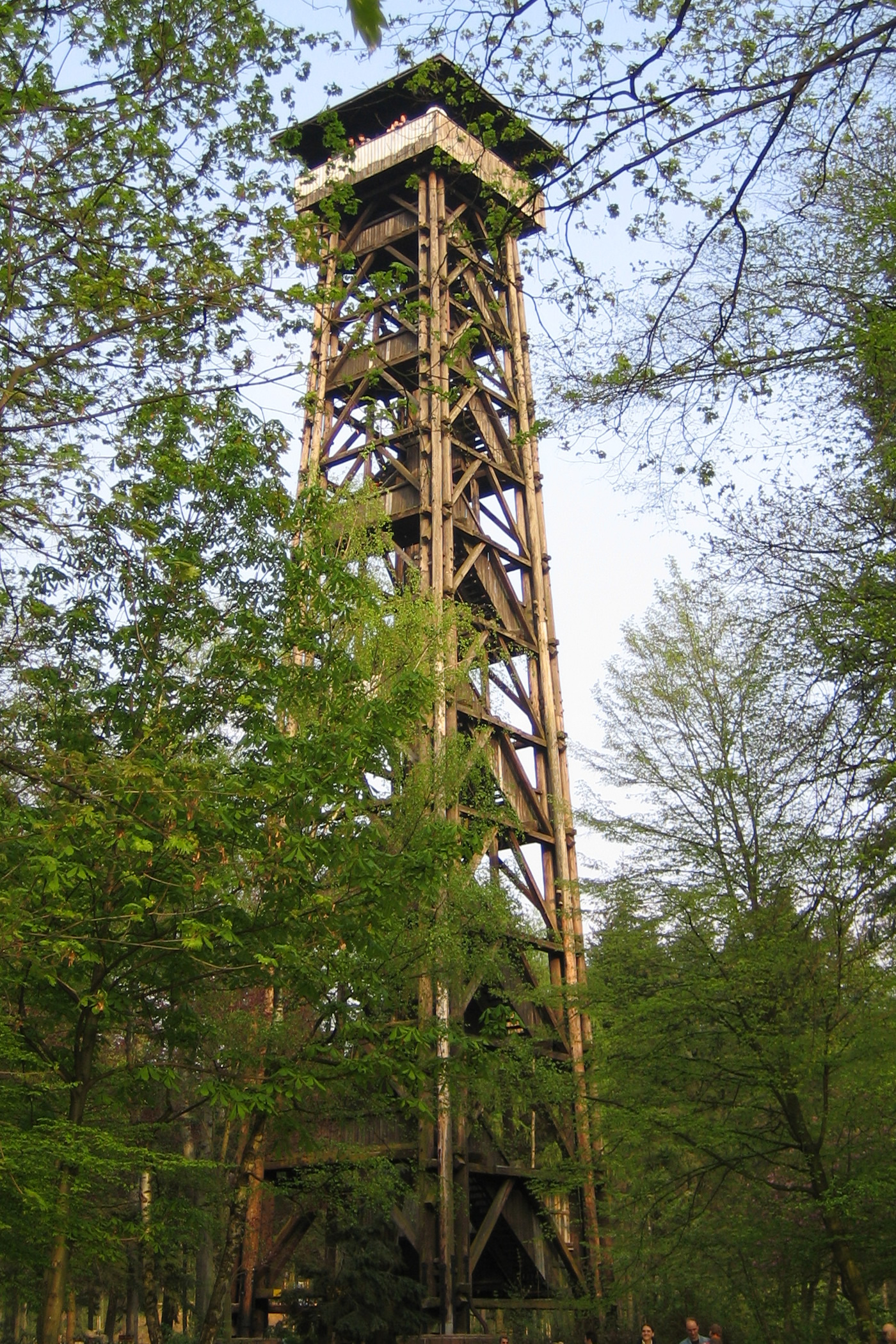
Goetheturm, 1931 errichtet und 2017 abgebrannt

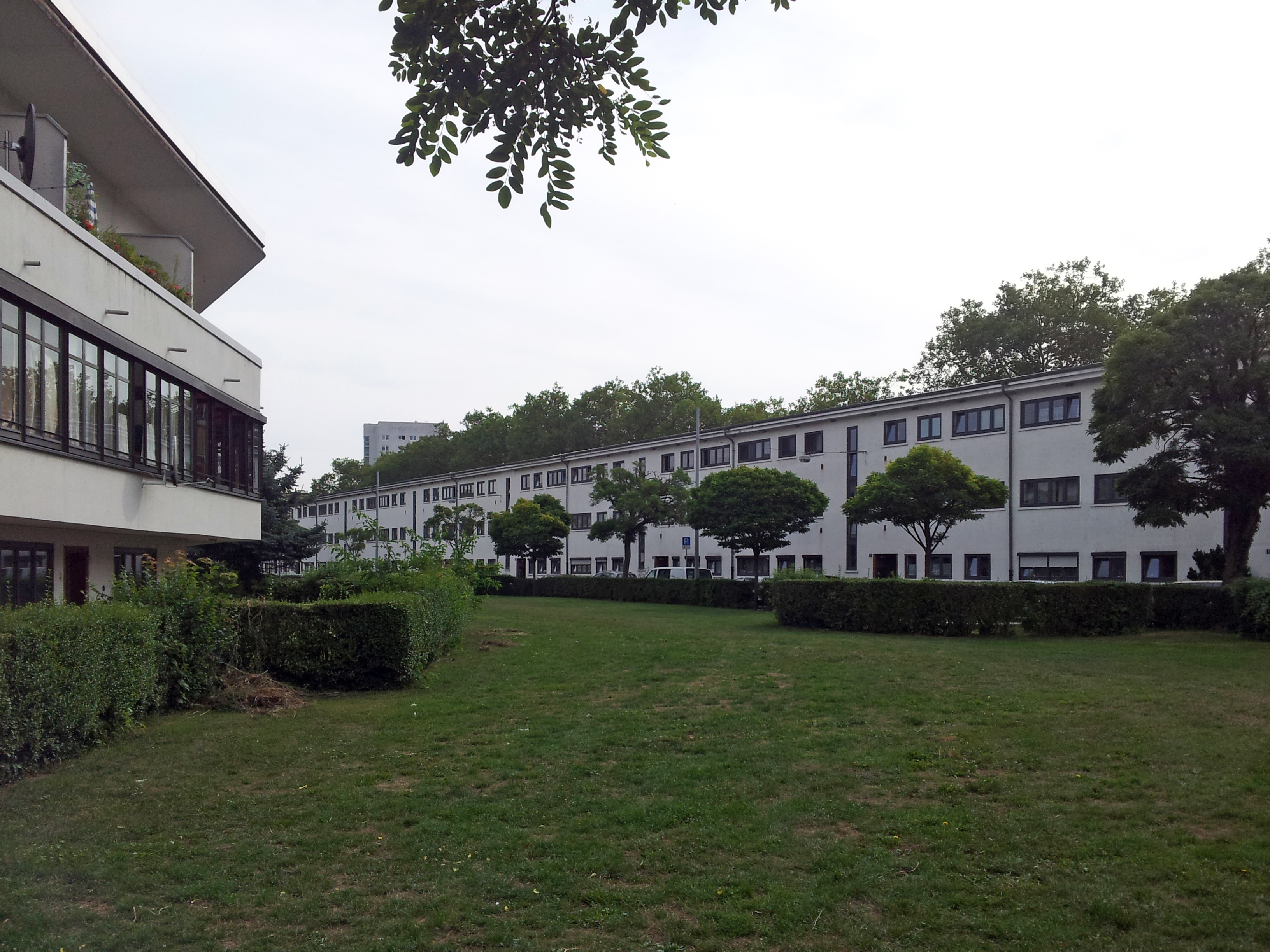
Die ab 1927 errichtete Heimatsiedlung ist Teil des Projekts Neues Frankfurt gewesen.

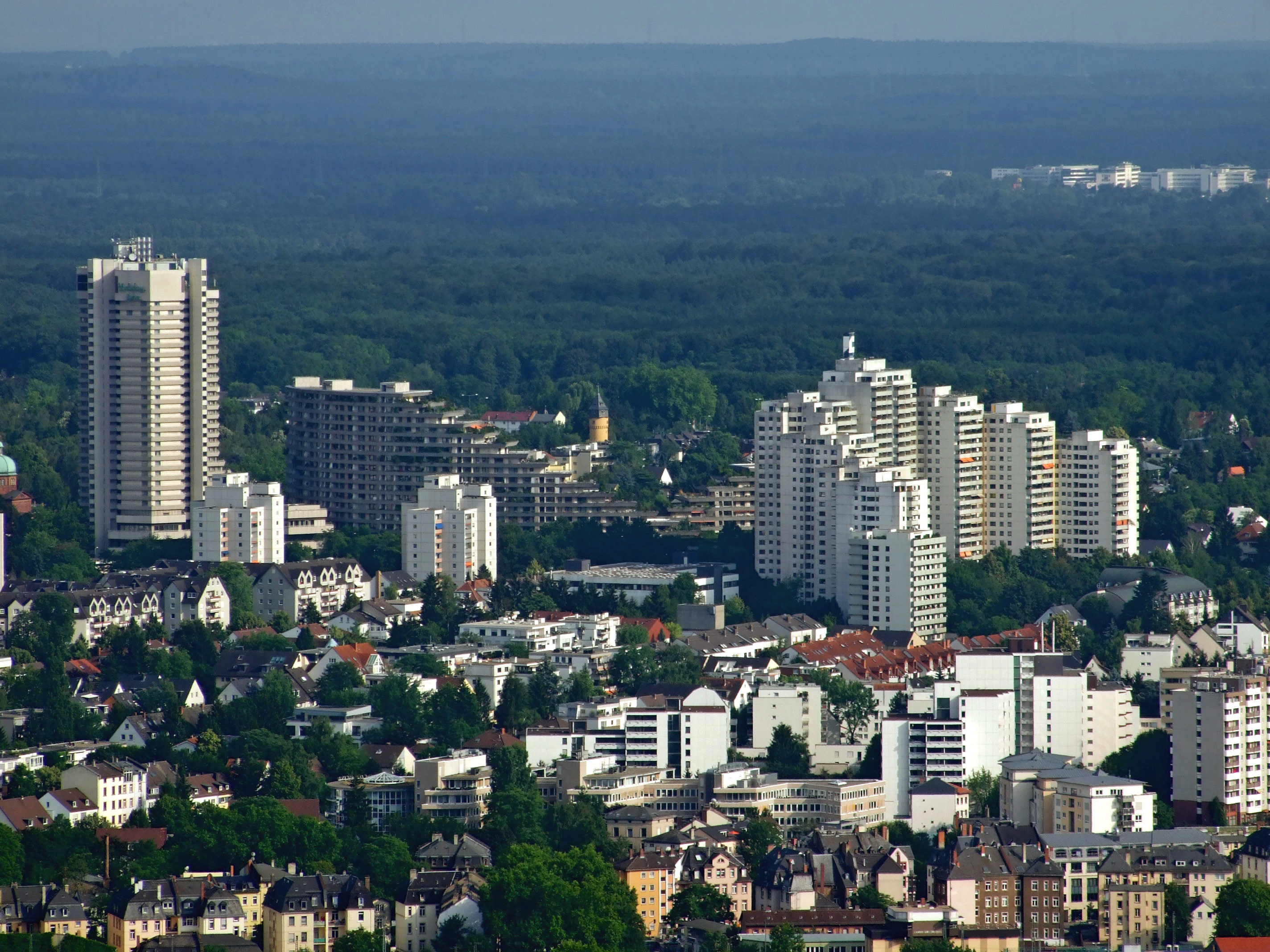
Hochhäuser auf dem Sachsenhäuser Berg; in der Mitte ist der gelbe Turm der Sachsenhäuser Warte erkennbar

In den 1920er Jahren entstand im Stadtwald eine Sportanlage mit dem Frankfurter Waldstadion, das 1925 eingeweiht wurde, einer Radrennbahn (2002 wieder abgerissen), Schwimmstadion und Sporthalle. Stadion und Gelände wurden vom NS-Regime (Nationalsozialisten) in den 1930er Jahren auch für politische Aufmärsche und Versammlungen genutzt. In den 1920er Jahren wurde die Heimatsiedlung gebaut und Frankfurt damit nach Süden erweitert.
Im Zweiten Weltkrieg wurde Sachsenhausen ab 1943 bei alliierten Luftangriffen insgesamt zu etwa 40 % zerstört. Die Einwohnerzahl ging aufgrund dessen von knapp 53.000 vor dem Krieg vorübergehend auf 34.700 zurück, wuchs in den 1950er Jahren aber schnell wieder an, unter anderem aufgrund der Errichtung großer Wohnsiedlungen wie z. B. der Fritz-Kissel-Siedlung. Zwei größere Siedlungskomplexe heben sich von den üblichen baulichen Erweiterungen des Stadtteils ab: die in den 1970er Jahren entstandene Hochhaussiedlung am Sachsenhäuser Berg („Sonnenring“ und „Sonnenhügel“) sowie das auf dem ehemaligen Frankfurter Schlachthofgelände in den 1990er Jahren gebaute Deutschherrnviertel am südöstlichen Mainufer. Trotz der innenstadtnahen Lage gilt Sachsenhausen noch nicht als überteuert, bei den Mietpreisen folgt es den nordmainischen Quartieren Westend, Nordend und Ostend erst an vierter Stelle. Tendenziell ist jedoch auch hier eine Verknappung der Mietwohnungen zu beobachten, viele der meist gründerzeitlichen Objekte werden saniert und als Eigentumswohnungen vermarktet.

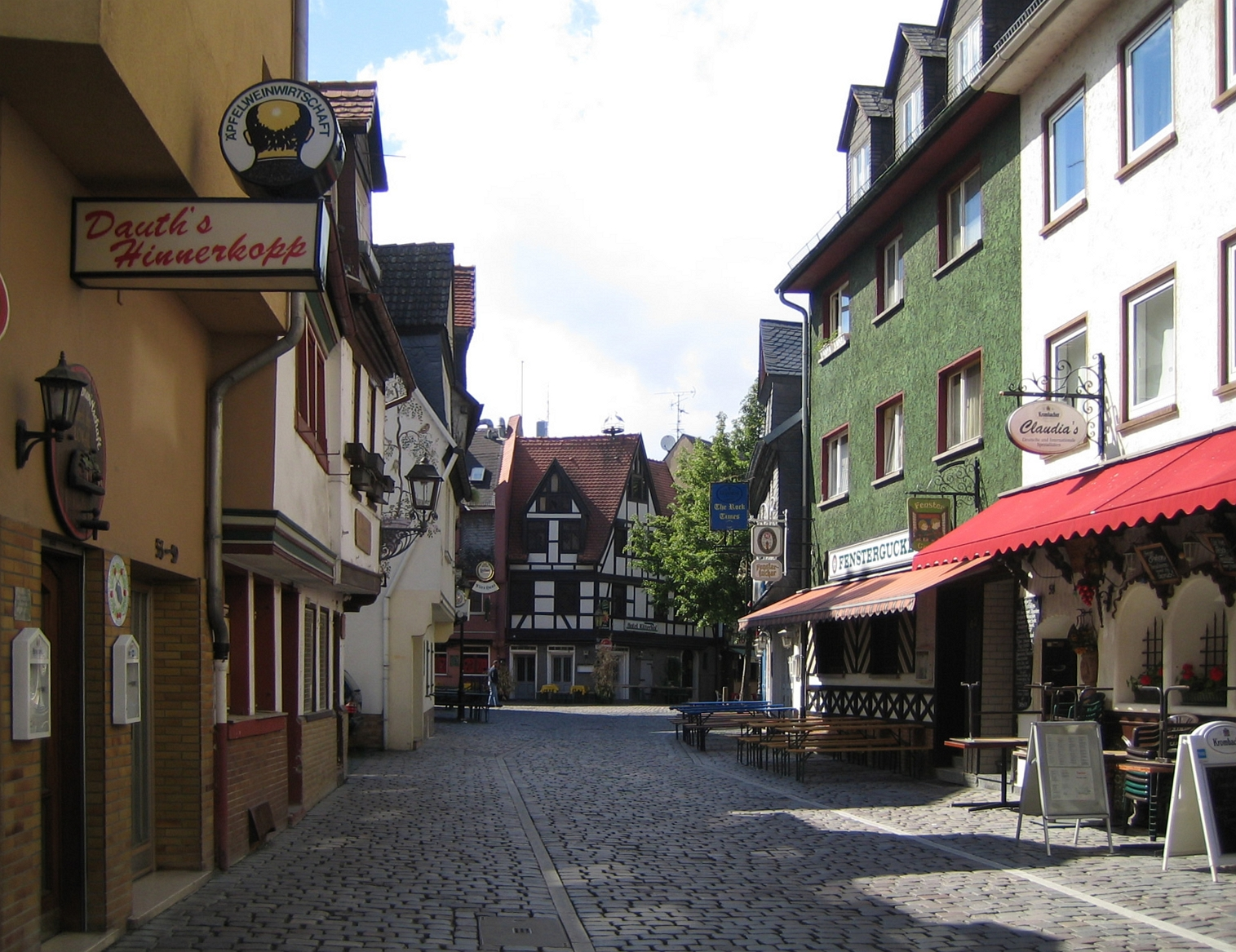
Im Ebbelwoi-Viertel

In der Nachkriegszeit wurde Sachsenhausen durch seine Ansammlung von Apfelwein-Wirtschaften, Bierlokalen und Nachtbars im Quartier Alt-Sachsenhausen sowohl überregional als auch durch die im Rhein-Main-Gebiet ansässigen US-amerikanischen Streitkräfte international bekannt und zu einer Touristenattraktion.

## Institutionen
Am östlichen Ortsrand von Sachsenhausen befindet sich seit 1950 der Campus der Philosophisch-Theologischen Hochschule Sankt Georgen. Schräg gegenüber in Richtung Stadtteilmitte befindet sich die Freiwillige Feuerwehr des Stadtteils Oberrad.
Im nördlichen Stadtteil befinden sich das Krankenhaus Sachsenhausen und der Ostteil der Unikliniken. Zudem liegen dort die Bereichsleitungswache 4 der Feuerwehr, die Freiwillige Feuerwehr Sachsenhausen und das 8. und 9. Polizeirevier.

## Kultur und Sehenswürdigkeiten

### Bauwerke

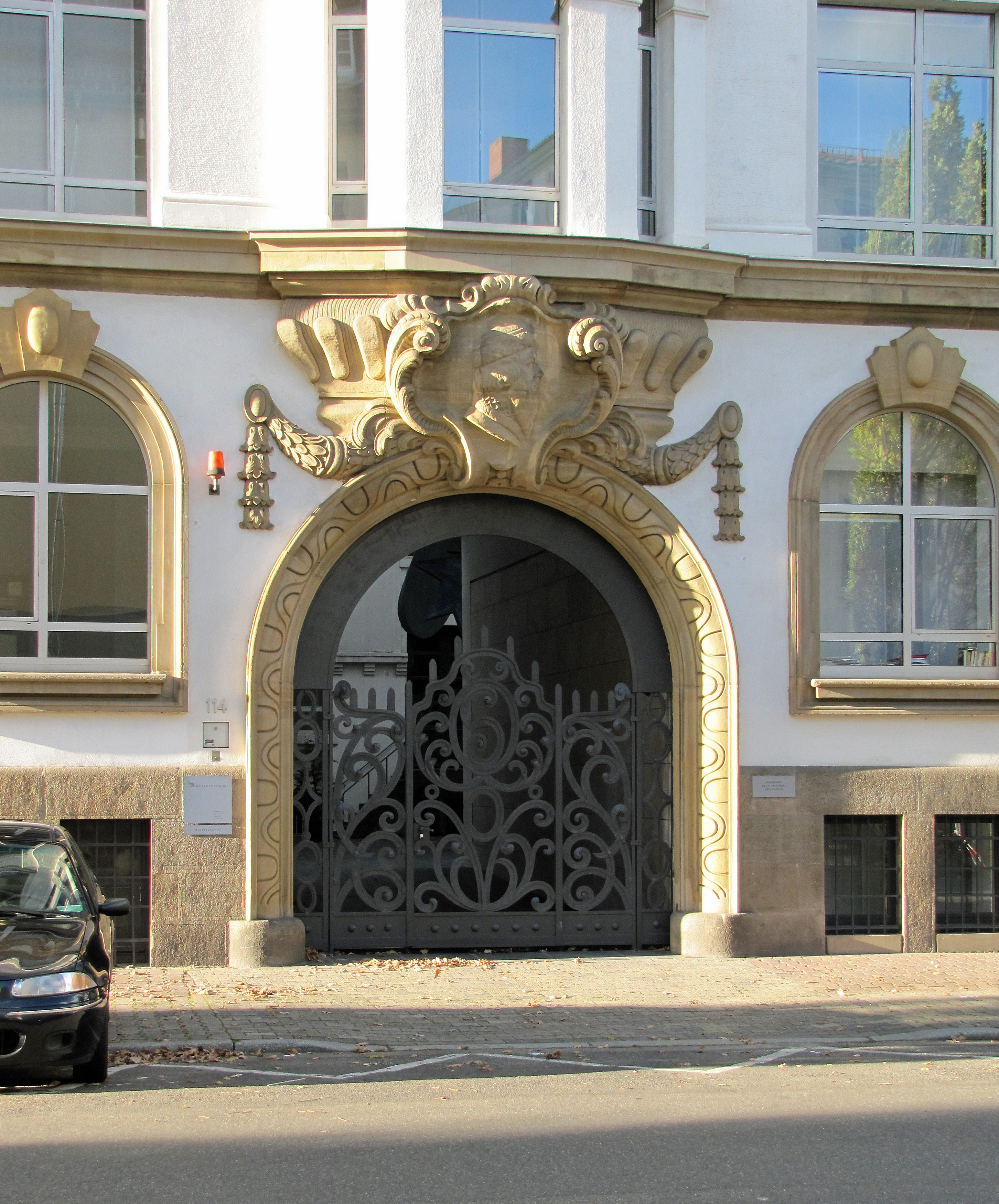
S. Fischer Verlagshaus

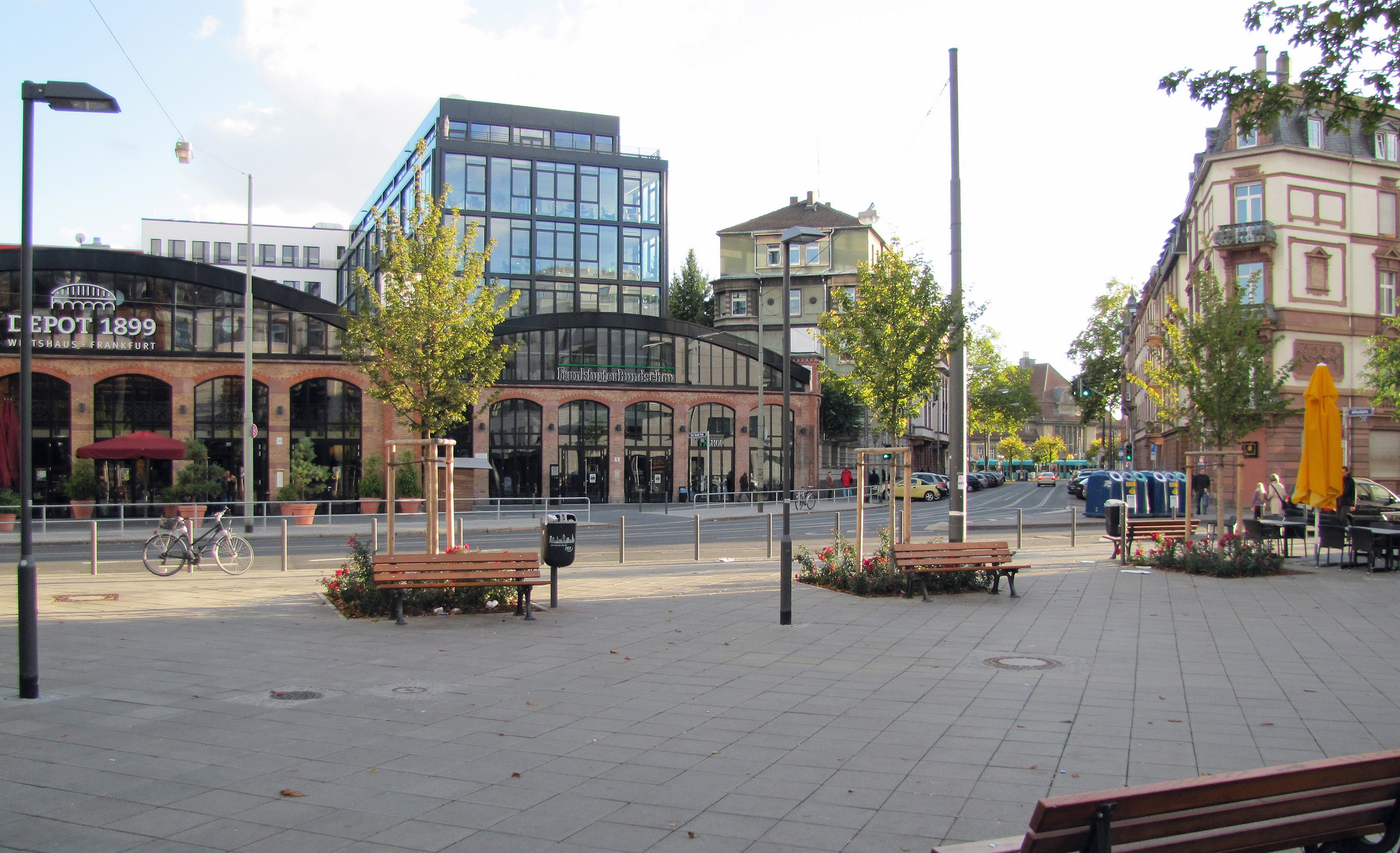
Die Redaktion der Frankfurter Rundschau im Jahre 2010 im rechten Teil des ehemaligen Tramdepots von 1899

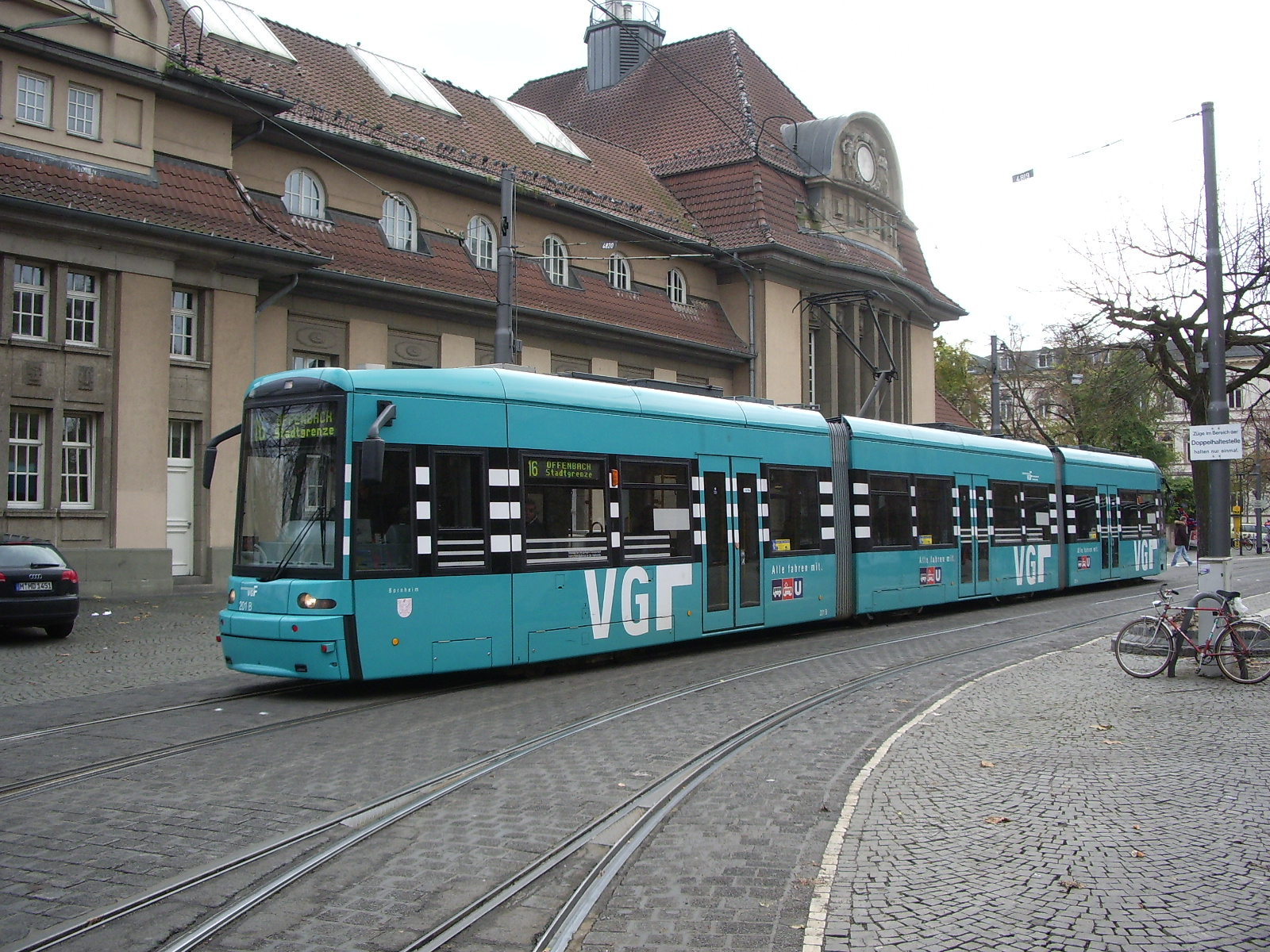
Straßenbahn am Südbahnhof

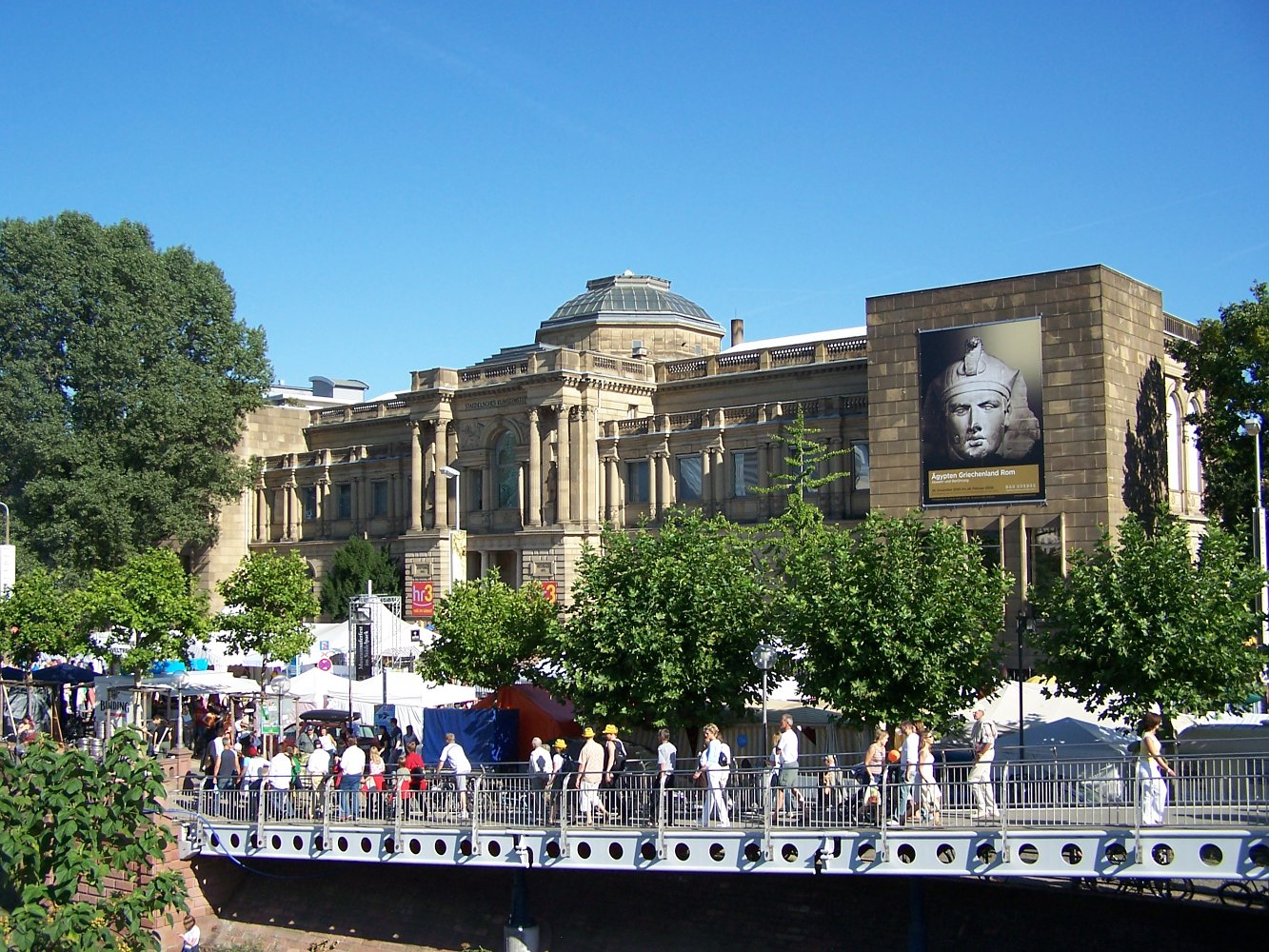
Städel am Museumsufer

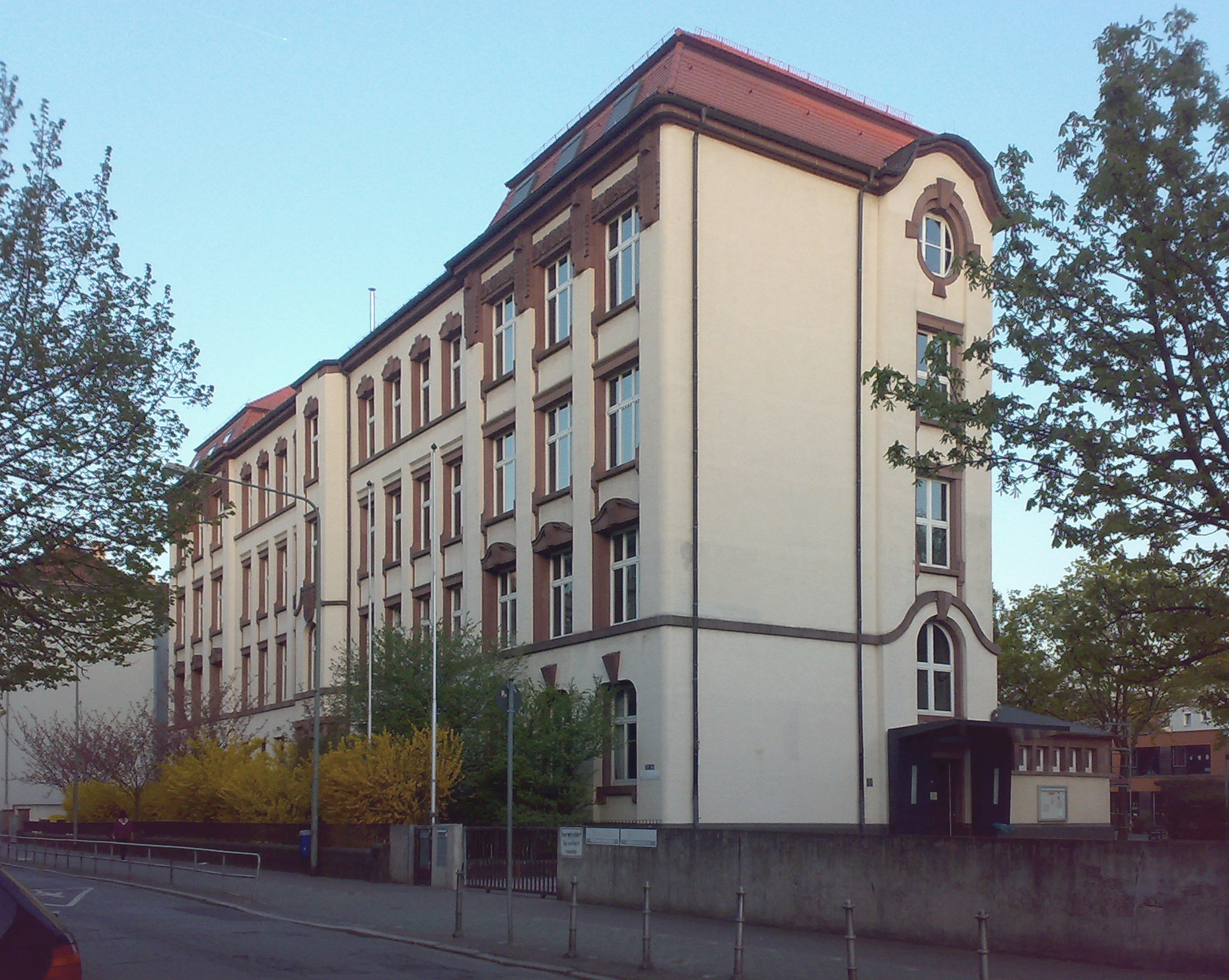
Deutschherrenschule

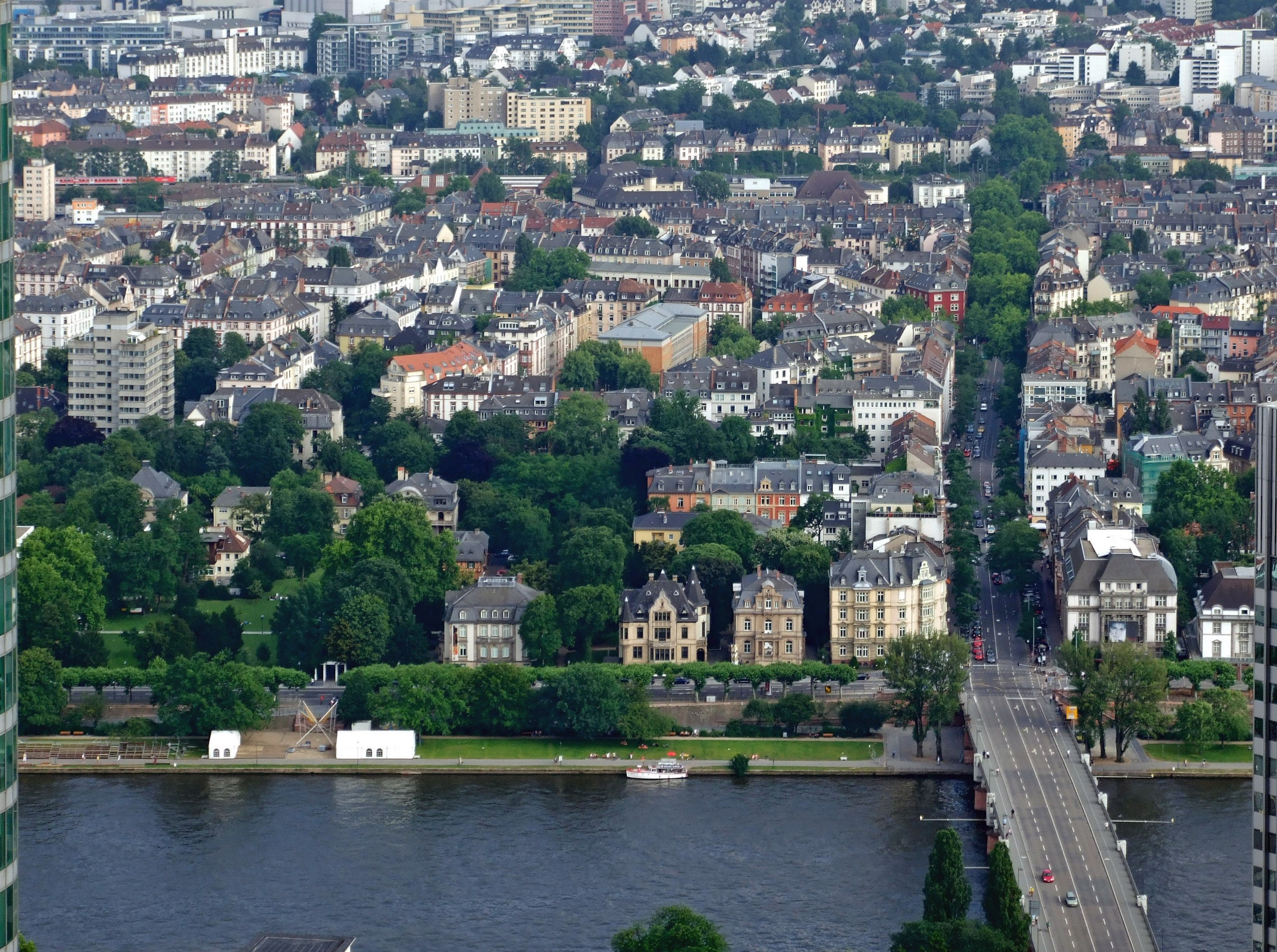
Mittelteil des Museumsufers

- Entlang des Mains stehen am Museumsufer 13 Museen, darunter das Städel, eines der bedeutendsten und bekanntesten Kunstmuseen Deutschlands.
- Eines der auffälligsten Gebäude ist die 1881 im neugotischen Stil erbaute Dreikönigskirche.
- Der Eiserne Steg ist eine Fußgängerbrücke, die die Frankfurter Altstadt mit dem Stadtteil Sachsenhausen verbindet. Die Brücke wurde von Max Beckmann in einem Gemälde verewigt.
- Die Sachsenhäuser Warte ist als spätgotischer Wehrturm ein übrig gebliebenes Stück der Frankfurter Landwehr und zählt zu den vier verbliebenen Frankfurter Warttürmen.
- Der Kuhhirtenturm mit dem Kuhhirtentor ist ein weiterer erhaltener Teil der Frankfurter Stadtbefestigung.
- Die Affentorhäuser sind zwei klassizistische Wachgebäude, die von 1810 bis 1811 erbaut wurden.
- Der erstmals 1867 und in seiner heutigen Form 1931 errichtete Goetheturm ist mit 43 Metern eines der höchsten Holzgebäude Deutschlands. Er steht am Sachsenhäuser Rand des Frankfurter Stadtwaldes auf dem Hochufer des Mains.
- Die Klappergasse ist das Zentrum des Sachsenhäuser Apfelweinviertels. Der 1961 aufgestellte Frau-Rauscher-Brunnen ist dem bekanntesten Sachsenhäuser Original, der Fraa Rauscher, gewidmet. Wer hier vorübergeht, sollte sich vorsehen, da der Brunnen in unregelmäßigen Abständen Wasser auf die Straße spritzt. Schräg gegenüber vom Frau-Rauscher-Brunnen steht das Steinern Haus. Es ist ein spätgotisches Bauwerk aus der Zeit um 1450 und eines der ältesten steinernen Wohnhäuser Sachsenhausens. Steinerne Häuser waren im Mittelalter in Frankfurt unüblich, bis Ende des 18. Jahrhunderts dominierte hier die Fachwerkbauweise.
- Das Haus Schellgasse 8 ist das älteste erhaltene Fachwerkgebäude Frankfurts (Baujahr 1291/1292).
- Die 1912/13 im Jugendstil erbaute Lukaskirche, im Volksmund wegen ihrer (ehemaligen) Ausmalung Frankfurter Bilderkersch genannt.

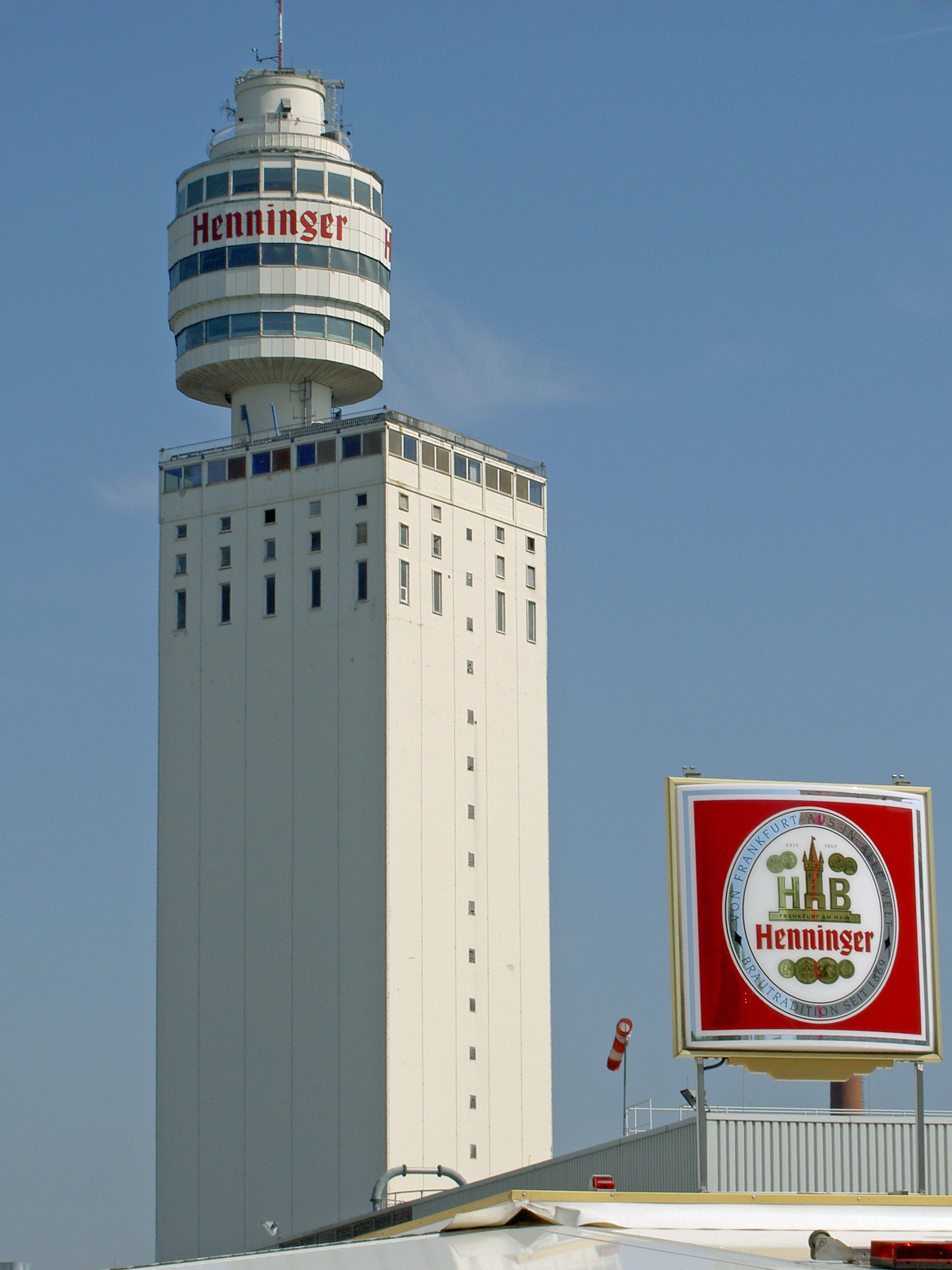
Der Henninger-Turm war seit 1961 das weithin sichtbarste Wahrzeichen von Sachsenhausen, er wurde 2013 abgebrochen.

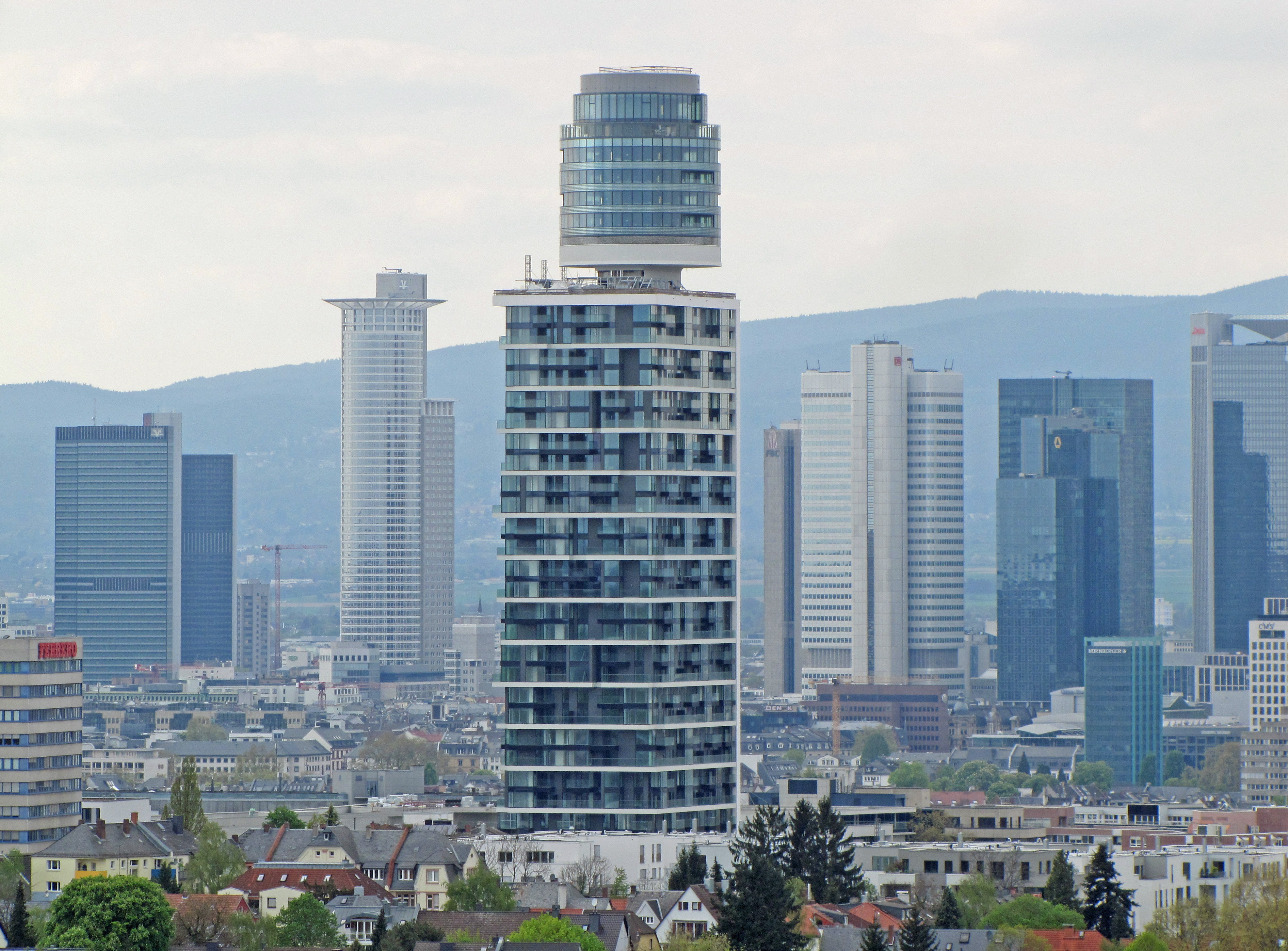
Neuer Henninger-Turm (2017)

- Der 1959 bis 1961 gebaute und 2013 abgerissene Henninger-Turm war ein Brauereisilo und als solches eines der höchsten der Welt. Der Turm war ein Wahrzeichen Sachsenhausens bzw. Frankfurts. International bekannt wurde dieser Turm durch das bis 2008 Rund um den Henninger-Turm veranstaltete Radrennen. 2014 bis 2017 entstand der Neue Henninger-Turm, das mit 140 Metern zweithöchste Wohnhochhaus Frankfurts, dessen Erscheinungsbild sich am Vorgängerbau orientiert.
- Die Heimatsiedlung ist ein Wohnviertel des ‚Neuen Frankfurt‘ aus den 1930er Jahren. Sie steht unter Denkmalschutz und hat daher – anders als andere May-Siedlungen – ihren Ursprungszustand nahezu behalten.
- Die älteste Moschee Frankfurts ist die 1959 von der islamischen Konfession Ahmadiyya Muslim Jamaat eröffnete Nuur-Moschee in der Babenhäuser Landstraße.[3]
- Main Plaza, Wohngebäude seit 2001, 88 m hoch.
- Pfarrkirche St. Wendel (1957 fertiggestellt) sowie die 1959 erbaute Osterkirche
- Die katholische Kirche St. Bonifatius an der Holbeinstraße wurde 1926/27 im expressionistischen Stil erbaut.
- Auf dem Sachsenhäuser Berg entwickelte sich in den 1950er Jahren ein Wohngebiet. Für deren Bewohner das 1958 am Sachsenhäuser Landwehrweg ein evangelisches Gemeindehaus errichtet wurde, deren Bau nach einem Architektenwettbewerb erfolgte. Hieraus entstand die Bergkirche.
- Weiterhin gibt es eine Reihe von Stolpersteinen, die an das Leben der Juden und anderen Verfolgten des Nationalsozialismus in Sachsenhausen erinnern.

### Sachsenhäuser Originale

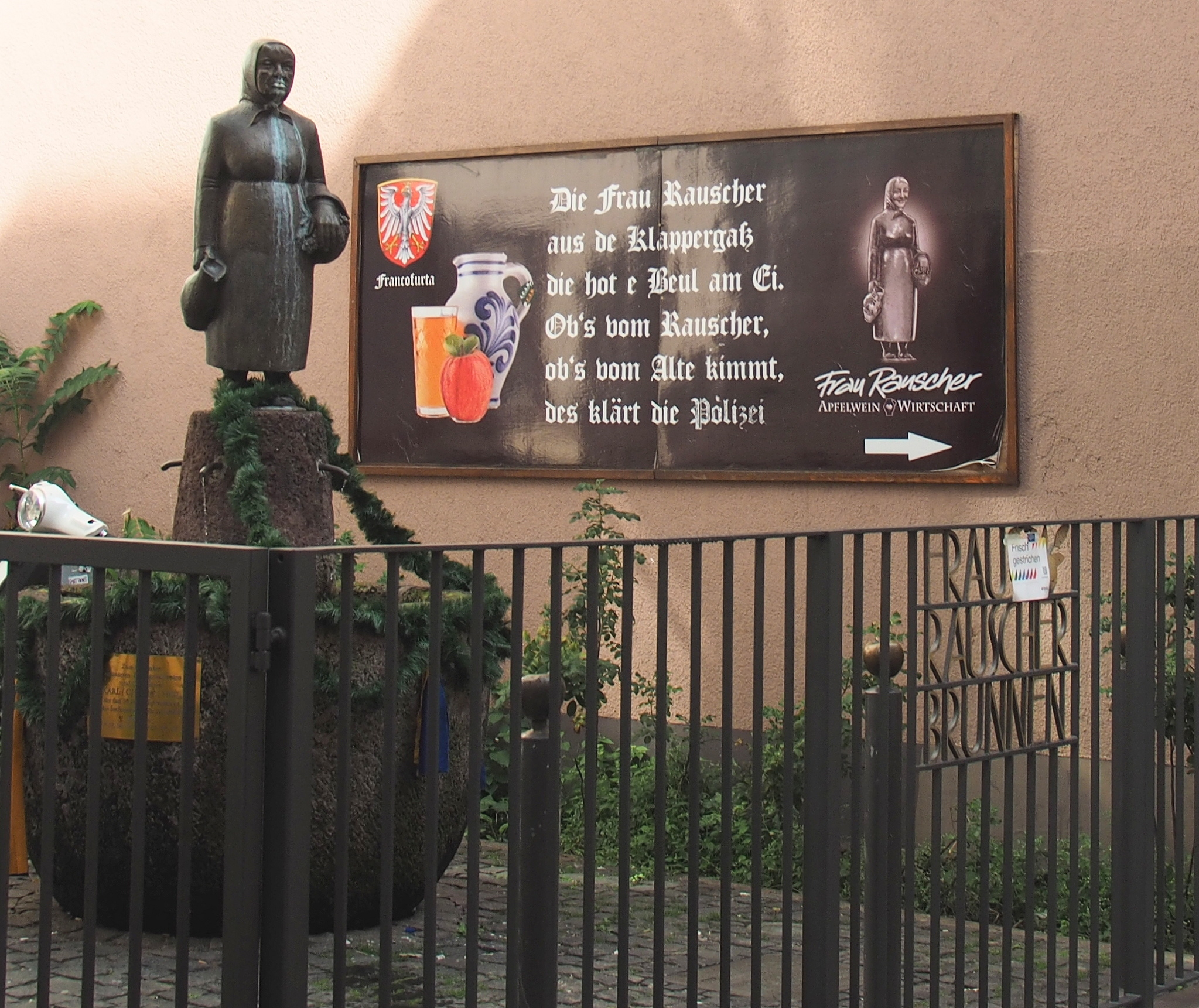
Fraa-Rauscher-Brunnen

Sachsenhausen ist bekannt für seine skurrilen Figuren, die es im Laufe der Jahrhunderte hervorgebracht hat. Die bekannteste von ihnen lebte im 19. Jahrhundert: Der Fraa Rauscher aus de Klappergass wurden die unterschiedlichsten Erinnerungen gewidmet: ein Brunnen-Denkmal, das in unerwarteten Augenblicken Passanten mit Wasser bespuckt, ein bekannter Gassenhauer (1929 gedichtet vom Frankfurter Grafiker Kurt Eugen Strouhs) und eine Apfelweinsorte der Kelterei Possmann aus Frankfurt-Rödelheim.
Ein zeitgenössisches Sachsenhäuser Original ist der nackte Jörg, ein Nudist, der gelegentlich in Sachsenhausen zu sehen ist. Er trägt niemals Kleidung – außer ein paar Sandalen im Winter – nur seinen Walkman. Beheimatet ist er in der Wohngegend am Sachsenhäuser Berg. Seine Identität und seine Beweggründe sind Gegenstand zahlreicher Legenden; nach eigenen Angaben leidet er an einer Kleiderallergie. Es existieren bereits T-Shirts mit seinem Bild und im Karneval war er Thema bei den Büttenrednern.

### Regelmäßige Veranstaltungen
- Das ursprünglich als Werbeveranstaltung für die Frankfurter Museen konzipierte Museumsuferfest hat sich mittlerweile zu einer Veranstaltung mit Volksfestcharakter gewandelt und ist mit drei Millionen Besuchern die größte Veranstaltung im Rhein-Main-Gebiet.
- Das Sachsenhäuser Brunnenfest der Brunnen- und Kerbegesellschaft Sachsenhausen e. V. wurde bereits 1490 urkundlich erwähnt und ist damit eines der ältesten Feste der Stadt.
- Das Goetheturmfest des Vereinsrings Sachsenhausen e. V. findet seit 1982 immer am ersten Samstag im Mai am Fuße des Goetheturms statt.
- Jährlich im September gibt es das Vereinsfest der Freiwilligen Feuerwehr Sachsenhausen an ihrem Standort.
- Am Sachsenhäuser Mainufer findet jeden 2. Samstagvormittag von 9–14 Uhr einer der deutschlandweit größten und traditionsreichsten wöchentlichen Flohmärkte statt.[7][8] An den anderen Samstagen wird der Flohmarkt am Osthafen abgehalten.

## Wirtschaft und Bildung

### Verkehr

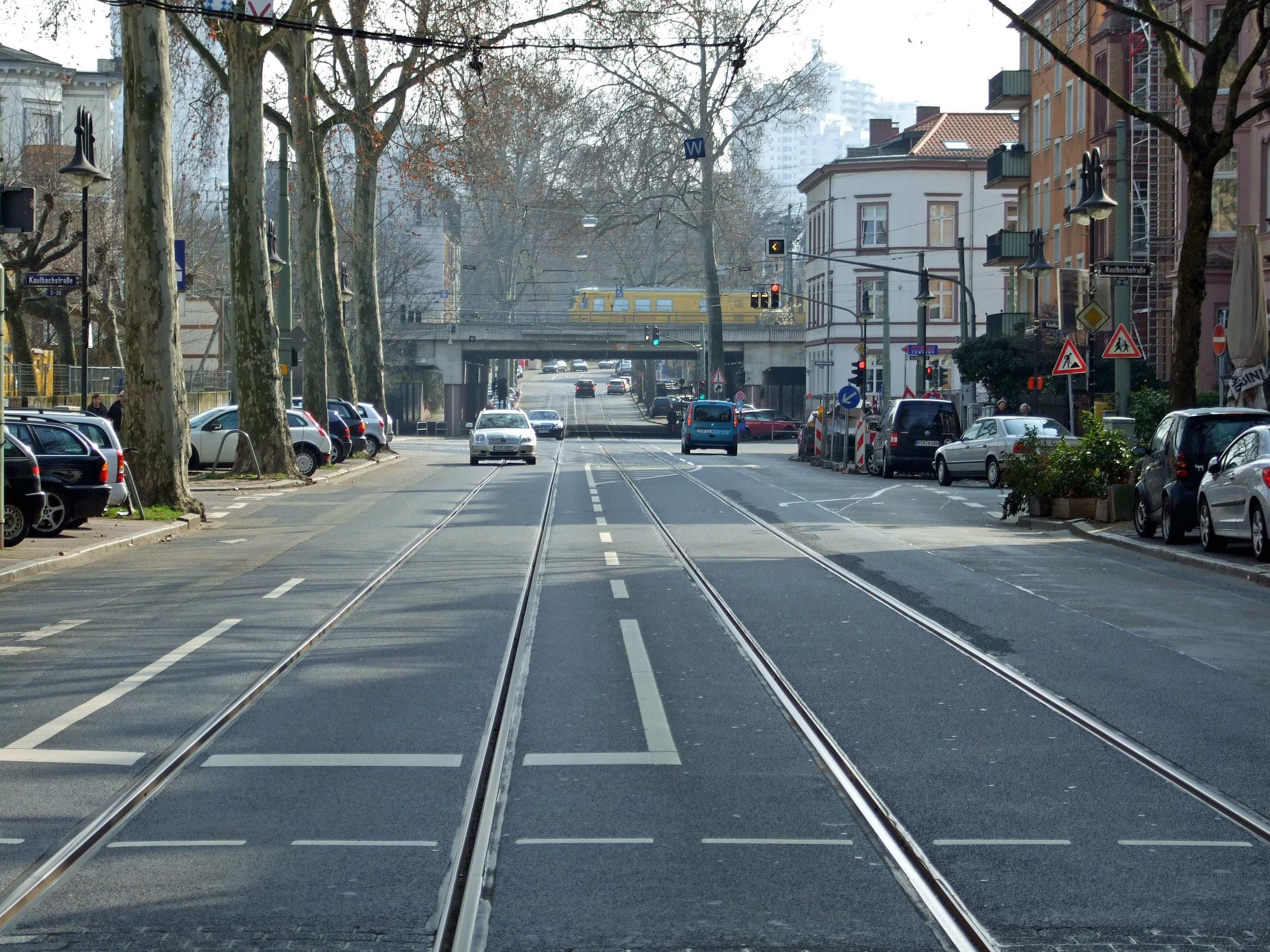
Eisen- und S-Bahn-Brücke über der Schweizer Straße

Die am 18. Februar 1884 auf Bestreben eines Offenbacher Konsortiums, bestehend aus dem Kommerzienrat Weintraut, dem Bankier Weymann und dem Bankhaus Merzbach, eröffnete Strecke der Frankfurt-Offenbacher Trambahn-Gesellschaft (FOTG), von der Alten Brücke in Sachsenhausen ausgehend, war die erste kommerziell betriebene öffentliche elektrische Straßenbahn in Deutschland. Die Strecke führte zunächst bis zur Buchrainstraße in Oberrad und ab 10. April bis zum Mathildenplatz in Offenbach. Die FOTG benutzte damals noch eine Spurweite von 1000 mm (Meterspur).
Wie alle Stadtteile ist Sachsenhausen an den Öffentlichen Personennahverkehr von Frankfurt angeschlossen. Die Linien U1, U2, U3 und U8 der U-Bahn verbinden Sachsenhausen mit dem Frankfurter Norden und der Innenstadt. Die Straßenbahn-Linie 12 verkehrt von der Rheinlandstraße in Schwanheim über Niederrad und Sachsenhausen nach Fechenheim; Linie 15 (Niederrad, Haardtwaldplatz – Offenbach) hat außerhalb der Berufszeit und in den Ferien ihren Endhaltepunkt am Südbahnhof in Sachsenhausen; Linie 16 fährt von Ginnheim nach Offenbach; Linie 17 fährt seit dem 13. Dezember 2014 vom Rebstockbad über den Hauptbahnhof nach Neu-Isenburg; Linie 18 vom Louisa Bahnhof über Konstablerwache und Friedberger Landstraße bis zum Gravensteiner Platz in Preungesheim; Linie 19 verkehrt in der Schulzeit für die Schüler an Sachsenhäuser Schulen von Schwanheim nach Sachsenhausen und Linie 21 verkehrt vom Waldstadion über Niederrad und Sachsenhausen in der Berufszeit nach Nied. Die Buslinien 30 (Bad Vilbel – Hainer Weg), 35 (Stresemannallee/Mörfelder Landstraße – Sachsenhausen Lerchesberg), 36 (Westbahnhof – Hainer Weg), 45 (Sachsenhausen Deutschherrnviertel – Südbahnhof), 46 (Römerhof – Hauptbahnhof – Mühlberg – Gerbermühle/Offenbach-Kaiserlei), 47 (Am Sandberg – Südbahnhof), 61 (Flughafen – Südbahnhof), 78 (Schwanheim Rheinlandstraße – Südbahnhof), sowie bei Großveranstaltungen in der Commerzbank-Arena die Buslinie 80 (Stadion Osttribüne – Südbahnhof), OF-50 (Neu-Isenburg Gravenbruch – Südbahnhof) und 653 (Götzenhain – Südbahnhof) führen ebenfalls durch Sachsenhausen. Außerdem verkehren die S-Bahn-Linien S3 (Bad Soden – Darmstadt), S4 (Kronberg – Langen), S5 (Friedrichsdorf – Ffm-Süd) und S6 (Friedberg – Südbahnhof) durch Sachsenhausen, der im Osten gelegene Mühlberg wird von den S-Bahn-Linien S1, S2, S8 und S9 bedient.

### Bildung
In Sachsenhausen gibt es fünf Grundschulen (Mühlbergschule, Textorschule, Willemerschule, Riedhofschule und Martin-Buber-Schule), vier Gymnasien (Schillerschule, Carl-Schurz-Schule, Freiherr-vom-Stein-Schule und das Gymnasium Süd), eine Realschule (Deutschherrenschule) und eine Integrierte Gesamtschule (IGS Süd). Außerdem befindet sich dort eine Privatschule, die Freie Schule Frankfurt. Darüber hinaus ist in Sachsenhausen die Abendhaupt- und Abendrealschule Frankfurt angesiedelt.

## Straßen in Sachsenhausen (Auswahl)
- Darmstädter Landstraße
- Holbeinstraße
- Schweizer Straße
- Textorstraße

## Söhne und Töchter Sachsenhausens
- Johann Richard von Franckenstein (1608–1675), Dompropst im Bistum Würzburg
- Johann Christoph Freyeisen (1803–1849), Publizist, Musikschriftsteller und Librettist
- Karl von und zu Franckenstein (1831–1898), österreichischer Diplomat und Gesandter
- Arthur von Bolfras (1838–1922), Chef der Militärkanzlei Kaiser Franz Josephs und Generaloberst der k.u.k. Armee
- Paul von Joukowsky (1845–1912), russisch-deutscher Bühnenbildner und Schriftsteller
- Jakob Riesser (1853–1932), Politiker (DVP), Reichstagsabgeordneter
- Moritz Levi (1857–1942), US-amerikanischer Romanist
- Alfons Kassel (1902–1975), Bankier
- Wilhelm Windecker (1908–1979), Biologe und Zoodirektor
- Marianne Beuchert (1924–2007), Floristin und Gärtnerin
- Martin Fochler (* 1946), Chemielaborant und Funktionär der Linkspartei
- Klaus Möller (1952–2013), Autor, Moderator, Produzent und Regisseur
- Harald Dörig (* 1953), Jurist
- Thomas Reußenzehn (1955–2022), Elektroingenieur und Produzent von Röhrenverstärkern
- Magnus Gäfgen (* 1975), Mörder und Entführer Jakob von Metzlers (1991–2002)